# TrackMania
Vous lisez un « bon article » labellisé en 2018.  Il fait partie d'un « bon thème ».
Pour le premier jeu de la série, voir TrackMania (jeu vidéo, 2003). Pour le jeu Wii, voir TrackMania (jeu vidéo, 2010). Pour le jeu de 2020, voir Trackmania (jeu vidéo, 2020).
TrackMania est une série de jeux vidéo de course, développée par Nadeo et éditée par Focus Home Interactive jusqu'en 2009, puis par Ubisoft.
En novembre 2003, Nadeo développe le premier jeu de la série, TrackMania, en mariant son éditeur de jeu avec les courses de voiture très axées arcade dans lesquelles les voitures peuvent se chevaucher sans collision. L'équipe s'appuie sur la communauté grandissante de joueurs en ligne et adapte le jeu à leurs attentes par le biais de phases de bêta-tests. Elle tire aussi parti d'une politique de gratuité et publication fréquente. Le jeu connait une extension appelée Power Up! améliorant le jeu. L'équipe continue à améliorer régulièrement le moteur de jeu et le concept, et conçoit TrackMania Sunrise, publié en avril 2005, qui améliore significativement les visuels et apporte des nouveautés. Un remaster du premier opus utilisant ce moteur graphique est publié en octobre 2005 sous le titre TrackMania Original. Fin janvier 2006, Nadeo développe TrackMania Nations, un jeu proposant un seul univers, publié gratuitement et qui est intégré à ESWC en tant que discipline pendant plusieurs années. Par la suite, l'entreprise conçoit TrackMania United qui sort en novembre 2006, une sorte de compilation de tous les environnements créés depuis le début de la franchise, puis deux extensions intitulées TrackMania Forever en avril 2008. Plus tard, Nadeo externalise le portage de la franchise sur plates-formes Nintendo chez Firebrand Games, qui développe TrackMania DS en 2008 sur Nintendo DS, puis TrackMania en 2010 sur Wii et TrackMania Turbo également sur DS. À partir de 2011 sous l'égide d'Ubisoft, Nadeo développe une série de jeux sur PC intitulée TrackMania², proposant chacun un environnement particulier. TrackMania²: Canyon parait en 2011, TrackMania²: Stadium en 2013, TrackMania²: Valley en 2013, et TrackMania²: Lagoon en 2017. En 2016, Nadeo et Ubisoft optent pour la première fois pour une publication multi-plates-formes avec un nouveau jeu intitulé TrackMania Turbo, et réussissent à transposer tous les fondamentaux de la série, entre autres sur PlayStation 4 et Xbox One.
Les premiers épisodes reçoivent des critiques mitigées et ne réussissent à percer principalement qu'en Europe. Fort de sa médiatisation par le biais de son intégration à ESWC, TrackMania Nations comptabilise plus de 10 millions de joueurs à travers le monde. TrackMania²: Stadium est également joué en compétition jusqu'en 2015. En 2016, TrackMania Turbo reçoit un accueil unanime de la part de la presse spécialisée lors de son arrivée sur les consoles de salon de premier plan, PlayStation 4 et Xbox One.
| Année                                                                                    | Titre | Titre                      |
| ---------------------------------------------------------------------------------------- | ----- | -------------------------- |
| 2003                                                                                     |       | TrackMania                 |
| 2004                                                                                     |       | TrackMania: Power Up!      |
| 2005                                                                                     |       | TrackMania Sunrise         |
| 2005                                                                                     |       | TrackMania Original        |
| 2005                                                                                     |       | TrackMania Sunrise Extreme |
| 2006                                                                                     |       | TrackMania Nations         |
| 2006                                                                                     |       | TrackMania United          |
| 2008                                                                                     |       | TrackMania United Forever  |
| 2008                                                                                     |       | TrackMania Nations Forever |
| 2008                                                                                     |       | TrackMania DS              |
| 2010                                                                                     |       | TrackMania                 |
| 2010                                                                                     |       | TrackMania Turbo           |
| 2011                                                                                     |       | TrackMania²: Canyon        |
| 2013                                                                                     |       | TrackMania²: Valley        |
| 2013                                                                                     |       | TrackMania²: Stadium       |
| 2016                                                                                     |       | TrackMania Turbo           |
| 2017                                                                                     |       | TrackMania²: Lagoon        |
| 2020                                                                                     |       | TrackMania                 |
| Légende                                                                                  |       |                            |
| Jeu vidéo                                                                                |       |                            |
| Extension + sortie standalone                                                            |       |                            |
| Remaster, remake                                                                         |       |                            |
| - TrackMania par Nadeo - TrackMania par Firebrand Games - TrackMania² - TrackMania Turbo |       |                            |

## Historique
Nadeo publie le premier jeu de la série intitulé TrackMania en novembre 2003, un jeu de conduite atypique aux graphismes limités et très axé sur un gameplay très arcade, et qui propose aussi un éditeur de niveau intégré à certains modes de jeu. Nadeo s'appuie sur les conseils de la communauté de joueurs qui se forme rapidement pour répondre à sa demande et améliorer le concept,,. Le jeu connait une extension appelée TrackMania: Power Up! qui sort en mai 2004, rajoutant en particulier un nouveau mode de jeu,. Le jeu est également réédité sous la forme d'un remaster publié en octobre 2005 sous le titre TrackMania Original, utilisant le moteur graphique de la suite TrackMania Sunrise et les nouveautés de celle-ci,,. L'entreprise continue pendant sept années à s'appuyer sur sa politique de mises à jour fréquentes, à l'aide d'une petite équipe d'une douzaine de personnes,. Dès 2005, Nadeo développe cette suite du nom de TrackMania Sunrise uniquement sur PC qui possède un moteur graphique amélioré, trois nouveaux environnements et de nouveaux modes de jeu. Elle développe aussi en fin d'année TrackMania Sunrise Extreme, son extension. En 2006, Nadeo crée TrackMania Nations, un jeu dans un univers sport consacré à la compétition en ligne, développé spécialement pour l'Electronic Sports World Cup. Fin 2006, Nadeo publie un nouveau jeu intitulé TrackMania United, dont l'intérêt essentiel est de regrouper tous les environnements créés jusque-là dans les précédents jeux,. En 2008, Nadeo publie TrackMania United Forever et TrackMania Nations Forever, deux extensions destinées à United et Nations, qui permettent principalement de jouer à ces deux jeux ensemble en multijoueur,,. Chaque jeu est une évolution du précédent et permet d'apporter une avancée graphique grâce à l'amélioration du moteur de jeu.
Par la suite, Nadeo externalise le portage de la franchise TrackMania sur plates-formes Nintendo chez Firebrand Games. En 2008, sort TrackMania DS sur Nintendo DS, puis en 2010, TrackMania sur Wii, et TrackMania Turbo sur DS.
À partir de 2011, Nadeo développe une série de jeux sur PC intitulée TrackMania², proposant chacun un environnement particulier. Ces univers commercialisés épisodiquement sont publiés par Ubisoft sur la plate-forme de jeu, de vente, de création et de partage Maniaplanet, qui regroupe toutes les fonctionnalités autres que le jeu,. Ces environnements standalone sont également publiés sur Steam,. TrackMania²: Canyon parait en 2011, TrackMania²: Stadium en 2013, TrackMania²: Valley en 2013, et TrackMania²: Lagoon en 2017. Les environnements sont des adaptations d'anciens biomes, comme Stadium qui reprend l'univers compétition de celui de TrackMania Nations et Lagoon est adapté de TrackMania Turbo, mais l'intérêt essentiel est la possibilité de créer des modes de jeu personnalisés,,,,.
TrackMania reste très longtemps sur la plate-forme PC et met beaucoup de temps pour trouver sa voie et arriver sur console. Cependant en 2016, Nadeo et Ubisoft optent pour la première fois pour une publication multi-plates-formes avec un nouveau jeu intitulé TrackMania Turbo, et réussit à transposer tous les fondamentaux de la série, entre autres sur PlayStation 4 et Xbox One. Celui-ci présente des nouveautés telles que la génération procédurale de piste, de nombreux modes de jeu multijoueur inédits comme « Fun » directement inspiré de Mario Kart et « Double driver » qui permet la conduite d'un véhicule à deux,. Une mise à jour, publiée fin 2016, rend le jeu compatible avec la réalité virtuelle, via l'Oculus Rift, le HTC Vive et le PlayStation VR,. En 2020, Ubisoft publie TrackMania, un remake de TrackMania Nations.

## Descriptif par jeu

### TrackMania,TrackMania: Power Up!etTrackMania Original
TrackMania (TM) est un jeu de course développé par Nadeo et édité par Focus Home Interactive en France le 21 novembre 2003 sur PC, au Royaume-Uni le 28 novembre 2003, puis en 2004 dans le reste du monde,,. Le jeu offre une approche atypique par rapport aux créations du même genre au moment de sa sortie, de par son gameplay simple orienté arcade, son éditeur de niveau et la facilité de partager les créations, et l'intérêt de son mode multijoueur,.

TrackMania reste longtemps sur PC, Nadeo estime que cette plate-forme est la seule capable de fournir les outils nécessaires au jeu.

Le jeu connait une extension appelée TrackMania: Power Up! qui sort en mai 2004, rajoutant en particulier un nouveau mode de jeu,. Le jeu est également réédité sous la forme d'un remaster publié en octobre 2005 sous le titre TrackMania Original, utilisant le moteur graphique de la suite TrackMania Sunrise et les nouveautés de celle-ci,,. TrackMania donne naissance à une communauté de joueurs en ligne importante et une série très prolifique comptant de nombreuses suites,.

### TrackMania SunriseetTrackMania Sunrise Extreme
TrackMania Sunrise (TMS, ou simplement Sunrise) est un jeu de course développé par Nadeo et édité par Focus Home Interactive en France et au Royaume-Uni le 6 avril 2005, aux États-Unis le 6 mai 2005, puis dans le reste du monde,. C'est la suite de TrackMania, dont il reprend le concept en l'améliorant. Celui-ci offre une approche atypique par rapport aux créations du même genre au moment de sa sortie, intégrant un gameplay simple orienté arcade. Le concept repose également sur son éditeur de niveau performant, la facilité de partager les créations et l'intérêt de son mode multijoueur,,.
Une extension appelée TrackMania Sunrise Extreme sort en novembre 2005, rajoutant en particulier deux nouveaux modes de jeu,,.

### TrackMania NationsetTrackMania Nations Forever
TrackMania Nations (TMN, sous-titré Electronic Sports World Cup, souvent simplifié ESWC) est un jeu de course développé par Nadeo et édité gratuitement par Focus Home Interactive le 27 janvier 2006. C'est la suite de Sunrise, dont il reprend le concept, mais avec la particularité d'être spécialement développé pour être joué lors de la compétition internationale ESWC. Nadeo intègre cependant des publicités dans le jeu afin de compenser l'absence de rentrées financières. Le jeu offre une approche atypique par rapport aux créations du même genre au moment de sa sortie, de par son gameplay simple orienté arcade, son éditeur de niveau, la facilité de partager les créations et l'intérêt de son mode multijoueur. Ce jeu, proposé gratuitement dans le but de permettre à tous les joueurs de s'entraîner en vue de la compétition mondiale, ne propose qu'un seul environnement appelé Stadium, représentant un grand stade. Une seule voiture avec un seul type de conduite est donc proposé : une sorte de monoplace de Formule 1 ressemblant à une Ariel Atom qui demande vitesse et technique,,.
Mi-avril 2008, Nadeo et Focus publient TrackMania Nations Forever et TrackMania United Forever, deux extensions destinées à Nations et TrackMania United, qui permettent principalement de jouer à ces deux jeux ensemble en multijoueur. Cette extension standalone reçoit également de bonnes critiques de la part des observateurs,,. Nations et TrackMania Nations Forever sont joués lors de divers LAN mais aussi lors de nombreuses compétitions. L'ESWC inclut les deux versions du jeu de 2006 à 2012. Ce jeu permet donc à Nadeo de rentrer dans le cercle fermé de l'eSport à haut niveau.

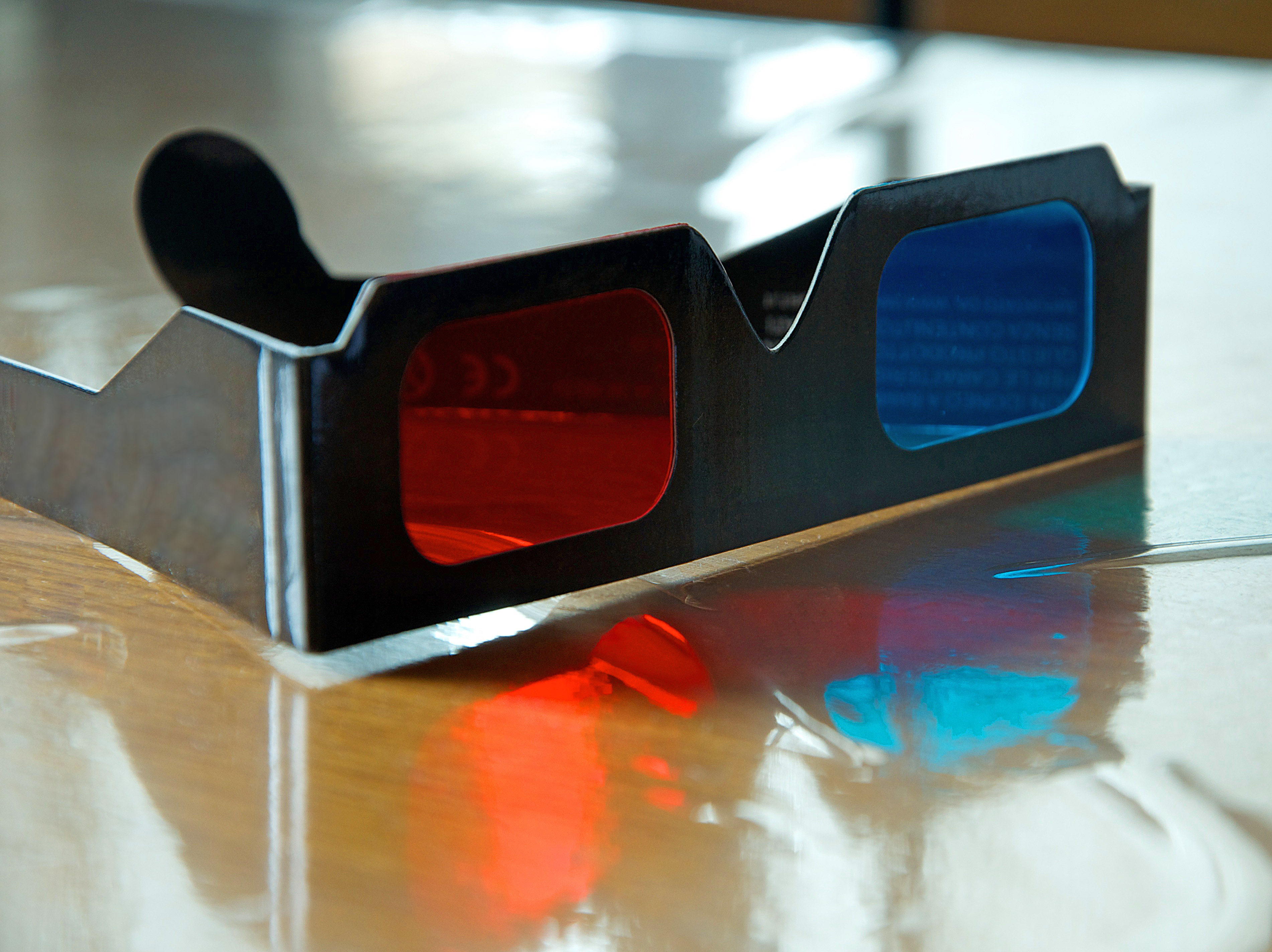
TrackMania Nations Forever et TrackMania United Forever possèdent une fonctionnalité permettant d'afficher le jeu en trois dimensions, grâce à des lunettes 3D (stéréoscopiques).

### TrackMania UnitedetTrackMania United Forever
TrackMania United (TMU ou simplement United) est un jeu de course développé par Nadeo et édité sur PC par Focus Home Interactive en France le 17 novembre 2006, en Europe à partir de mi-février 2007, puis dans le reste du monde à partir du 23 mars 2007,,,. C'est la suite de TrackMania Nations, qui reprend le concept des précédents jeux de la série, et propose une approche atypique par rapport aux créations du même genre. Le cœur du concept repose sur son gameplay simple et orienté arcade, sur son éditeur de niveau et la facilité de partager les créations, et l'intérêt de son mode multijoueur,,.
Au-delà de l'amélioration graphique générale, la particularité de United est de regrouper les environnements qui figurent dans les précédents jeux de la série TrackMania, Sunrise, et Nations. La volonté de Nadeo est de regrouper tous les joueurs en ligne ou en solo disséminés sur différents opus, sur un même jeu. Les nouveautés ne résident pas au niveau du gameplay, mais principalement de trois fonctionnalités qui ont pour but de renforcer la contribution et l'interconnexion de la communauté, ManiaZone, la gestion des coppers, et ManiaLink. Un nouveau mode officiel impose également de réaliser les courses à un moment précis,.
Mi-avril 2008, Focus publie TrackMania United Forever et TrackMania Nations Forever, deux extensions destinées à United et à Nations, qui permettent principalement de jouer à ces deux jeux ensemble en multijoueur. Cette extension standalone reçoit également globalement de bonnes critiques de la part des observateurs,,. United Forever est la fin d'un cycle, une sorte d'achèvement (avant de passer au développement de TrackMania² : le jeu TrackMania ultime qui intègre tous les aspects de la série, c'est-à-dire le gameplay, le jeu en ligne, la compétition, l'éditeur et le partage).

### TrackManiaDS
TrackMania DS (parfois TM DS) est un jeu vidéo de course développé par Firebrand Games et édité par Focus Home Interactive en Europe le 14 novembre 2008 et le 17 mars 2009 en Amérique du Nord,. C'est une adaptation de la franchise PC TrackMania sur portable, qui en reprend le concept atypique, par rapport aux créations du même genre. L'intérêt du jeu réside en son gameplay simple orienté arcade et son éditeur de niveau,,.

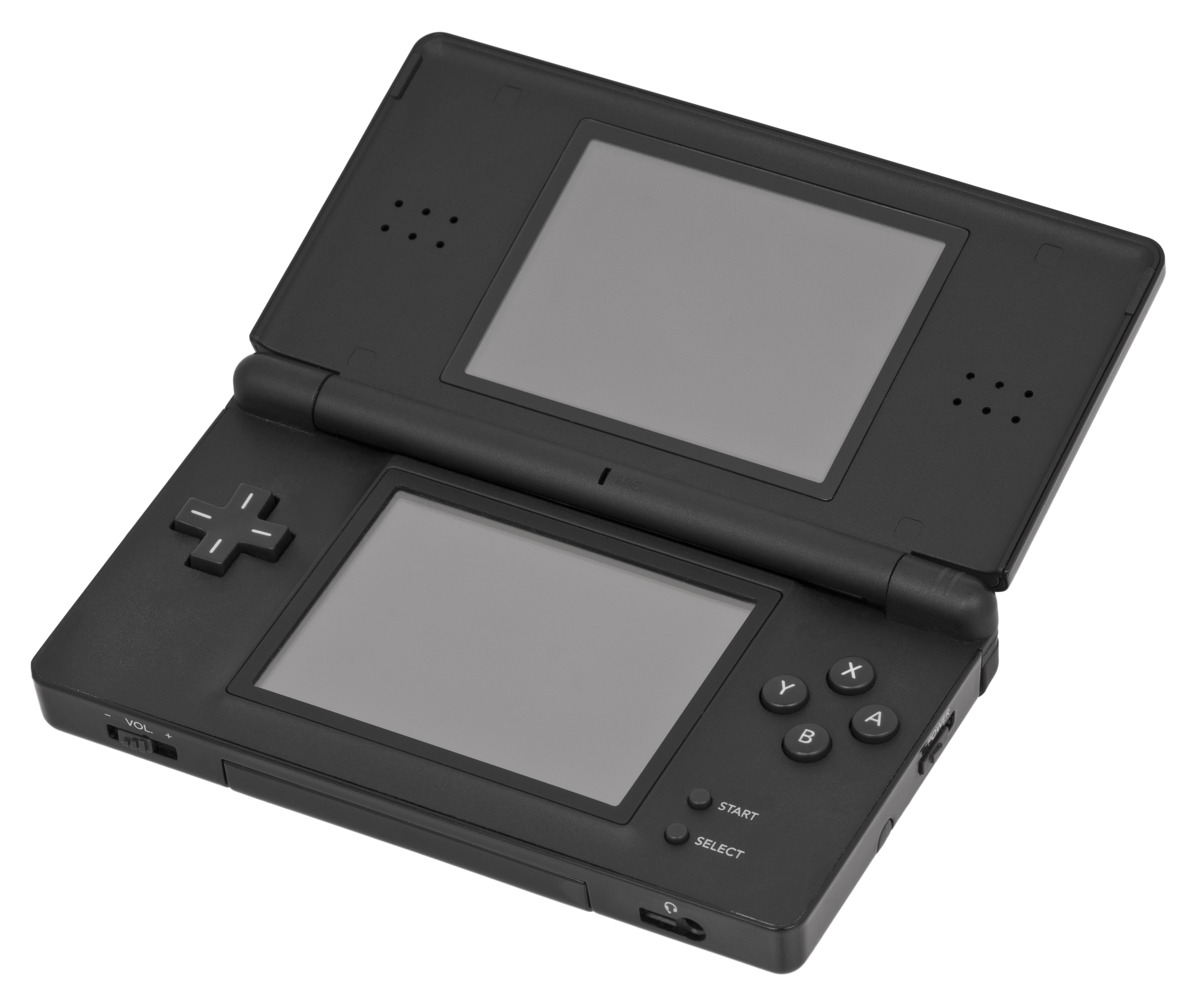
Firebrand Games développe trois jeux sur plates-formes Nintendo en adaptant son moteur de jeu maison appelé Octane, notamment sur Nintendo DS, avec TrackMania DS.

Fort de son expérience dans le développement de jeux de course sur la plate-forme Nintendo DS tels que Race Driver: Create and Race ou Cartoon Network Racing, Firebrand propose à Focus de créer une version DS de TrackMania, dont les membres sont tous fans. L'équipe utilise son moteur de jeu maison appelé Octane, qu'elle peut aisément adapter au gameplay particulier de la franchise, et travaille beaucoup sur la création d'un nouvel éditeur de niveau entièrement en trois dimensions,,,.
Par la suite, Firebrand Games développe deux nouveaux jeux TrackMania sur plates-formes Nintendo, sortis le même jour en septembre 2010, TrackMania et TrackMania Turbo, respectivement sur Wii et sur Nintendo DS,.

### TrackManiaWii
TrackMania (ou TrackMania Wii, et TrackMania: Build to Race en Amérique du Nord) est un jeu de course développé par Firebrand Games et édité en Europe le 23 septembre 2010 par Focus Home Interactive et le 24 mars 2011 en Amérique du Nord par City Interactive,. Premier jeu de la franchise TrackMania sur console de salon, il en adapte le concept offrant une approche atypique par rapport aux créations du même genre. Le gameplay est simple et orienté arcade et son éditeur de niveau permet de réaliser des pistes personnalisées,,.
TrackMania est développé par le studio britannique Firebrand Games, qui a conçu TrackMania DS un an plus tôt en 2009. Le studio adapte son moteur de jeu multi-plate nommé Octane, et comble principalement le manque de la version DS relevé par tous les observateurs, l'absence de module multijoueur en ligne,.

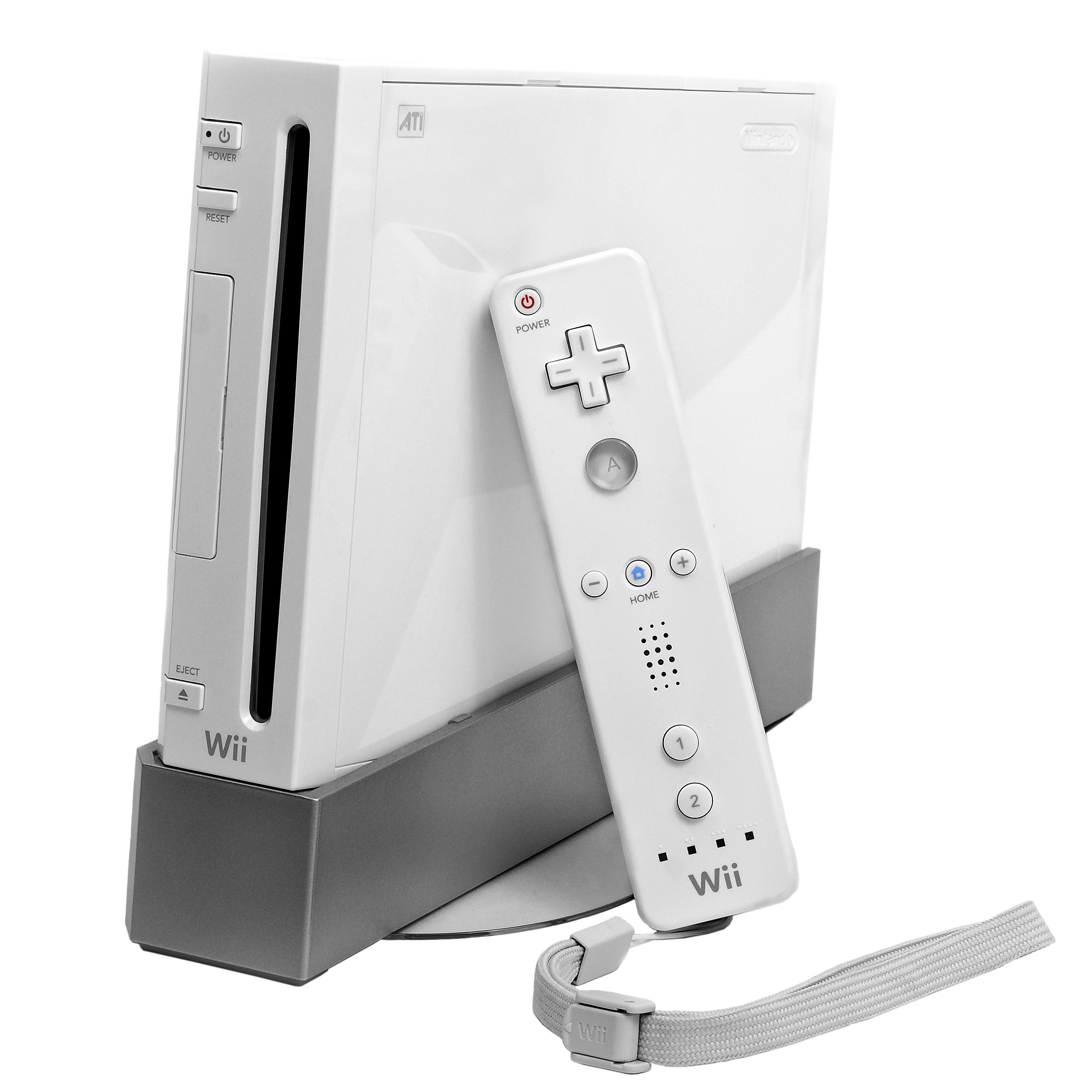
C'est Focus Home Interactive qui édite les trois jeux sur plates-formes Nintendo entre 2008 et 2010, notamment sur Wii, malgré le rachat de Nadeo et de la franchise TrackMania en 2009 par Ubisoft.

Parallèlement à ce jeu, Firebrand Games développe un second opus sur Nintendo DS qui sort le même jour en septembre 2010, TrackMania Turbo.

### TrackMania Turbo(DS)
TrackMania Turbo (TrackMania: Build to Race DS en Amérique du Nord, parfois TrackMania Turbo: Build to Race) est un jeu de course développé par Firebrand Games et édité par Focus Home Interactive le 23 septembre 2010 sur Nintendo DS,. Il s'agit de la suite de TrackMania DS datant de novembre 2008 sur la même plate-forme, et qui sort le même jour que la version Wii, TrackMania. Le jeu adapte le concept de la franchise TrackMania, qui propose une approche atypique par rapport aux créations du même genre. Le concept est basé sur un gameplay simple orienté arcade et son éditeur de niveau performant,,.
TrackMania Turbo est développé par le studio britannique Firebrand Games, qui a conçu la version DS un an plus tôt en 2009. Le studio adapte son moteur de jeu multi-plate nommé Octane, et comble principalement le manque de la version DS relevé par tous les observateurs, l'absence de module multijoueur en ligne. Les problèmes de collision reprochés à la version initiale sont également rectifiés.

### TrackMania²-Canyon,Stadium,Valley,Lagoon
TrackMania² (ou TrackMania 2) est une série de quatre jeux de course de la franchise TrackMania, développés par Nadeo et édités par Ubisoft sur PC (Windows), via les plates-formes Maniaplanet, Steam et Uplay. Le premier volet TrackMania²: Canyon sort le 14 septembre 2011, puis TrackMania²: Stadium est édité le 20 juin 2013. TrackMania²: Valley est publié le 4 juillet 2013, et le dernier opus, TrackMania²: Lagoon le 23 mai 2017. Les quatre jeux reprennent le concept de la série éponyme, un gameplay simple et très arcade, sans collision entre les véhicules, qui sont dirigés avec des contrôles basiques. Le cœur de la franchise repose également sur son éditeur de niveau permettant de créer des pistes personnalisées et de les partager. Grâce à un nouveau moteur de jeu, TrackMania² propose des visuels nettement supérieurs à ceux des précédents opus,,,.
Le jeu est d'abord présenté au public en 2009 comme une suite classique sous l'égide de l'éditeur historique du studio, Focus Home Interactive. Cependant, dès son rachat par l'éditeur Ubisoft, Nadeo opte pour revenir à son projet qui n'a pu être réalisé avec Focus, la création d'une plate-forme de jeu et de distribution appelée Maniaplanet, lui permettant de scinder chaque environnement de jeu et de les commercialiser épisodiquement,.
TrackMania² est joué de 2012 à 2015 en compétition de sport électronique à l'Electronic Sports World Cup, et depuis 2013 lors des ZrT TrackMania Cup.

### TrackMania Turbo(2016)
| Console de jeu : boitier rectangulaire de couleur noire posé à plat, avec une manette sans fil. |  | Console de jeu : boitier rectangulaire de couleur noire posé à plat, avec une manette et un périphérique (boitier rectangulaire noir), sans fil. |
| Trackmania Turbo, en 2016, est la première incursion de la franchise éponyme sur console next-gen. (PlayStation 4 avec manette DualShock 4. à gauche, et à droite, Xbox One, avec une manette et Kinect). |  | |

Trackmania Turbo (parfois abrégé TMT) est un jeu vidéo de course de la série TrackMania, développé par Nadeo et édité par Ubisoft le 24 mars 2016 sur PlayStation 4, Xbox One et PC (Windows),,. Premier jeu de la franchise à connaître une sortie multi-plates-formes, il en reprend le concept, basé sur un système de jeu simple et très arcade avec des contrôles basiques, dans lequel les courses se déroulent sans collision entre les véhicules. Le jeu repose également sur son éditeur de niveau permettant de créer des pistes personnalisées et de les partager, et sur son multijoueur,,.
Le jeu adopte un aspect arcade beaucoup plus marqué que ses prédécesseurs et propose un nouvel environnement graphique, et de nombreux modes de jeux multijoueur inédits notamment en local, comme « Double driver » dans lequel deux joueurs contrôlent la même voiture, « Fun », inspiré de Mario Kart, ou le mode « Arcade » qui consiste à entrer dans un top 10. L'éditeur de niveau innove en introduisant un système de génération aléatoire de piste,,,,,.
Le jeu se dote en novembre 2016 d'une compatibilité avec la réalité virtuelle, grâce à un patch permettant de jouer sur Oculus Rift, HTC Vive et le PlayStation VR, sur 40 nouvelles pistes consacrées à ce gameplay,,. Le nouvel environnement RollerCoaster Lagoon est adapté dans TrackMania²: Lagoon en 2017.

### Trackmania
Le 28 février 2020, Ubisoft annonce la sortie d'un remake de Nations appelé Trackmania, dont la sortie est prévue pour le 5 mai 2020 sur PC, cependant la sortie du jeu est repoussée au 1er juillet 2020 à cause de la pandémie de Covid-19,. Le jeu intègre des circuits variés, des campagnes saisonnières officielles, ou des sélections quotidiennes de circuits créés par la communauté, ainsi que de nouvelles surfaces et blocs spéciaux pour l'éditeur de niveau. Le jeu prévoit également un nouveau mode esport permettant des compétitions quotidiennes ou des ligues ouvertes à l’international.

## Système de jeu

### Généralités
TrackMania est une série de jeux de course affichés dans une vue à la troisième personne, au gameplay simple très orienté arcade et atypique. Le jeu centré sur la conduite, très éloigné des simulations complexes et réalistes, ne propose que quatre boutons : l'accélérateur, le frein et les directions droite et gauche. Il n'intègre pas de changement de vitesse manuel, pas de frein à main, pas de gestion des dégâts (sauf dans TrackMania²), pas de collision contre les concurrents (les voitures se traversent comme des fantômes), pas de surchauffe du moteur, ni de paramétrage de la mécanique,. Lors de chaque tentative, un véhicule fictif « fantôme » (ou ghost) de couleur gris clair, pouvant être traversé sans choc, matérialise le trajet de la meilleure course du joueur,. Le joueur peut influer sur les trajectoires durant les sauts.

TrackMania est une franchise de jeux de course atypiques typés arcade qui proposent des pistes peu conventionnelles, avec des virages très relevés, des tremplins et des loopings.

Le joueur participe à des courses qui se déroulent sur des circuits ou des pistes sur lesquels il doit rallier l'arrivée en passant parfois par des checkpoints. Les courses sont chronométrées et les meilleurs temps sont récompensés d'une médaille de bronze, d'argent, d'or ou de la médaille Nadeo. Les temps de référence sont prédéfinis. Chaque médaille de bronze débloque la piste suivante. Chaque distinction permet au joueur de gagner des coppers, une monnaie virtuelle, qu'il peut utiliser pour acheter des blocs dans l'éditeur de niveau,,. Le chronomètre est affiché en permanence. Lors du passage à chaque checkpoint, le chrono affiche le temps de la partie en cours, plus précisément le retard ou l'avance par rapport au meilleur temps. Un bouton supplémentaire permet de relancer la partie depuis le dernier checkpoint. Le concept de TrackMania impose une grande part de méthode essai-erreur, afin de découvrir et maitriser les particularités de chaque piste.
Le concept de TrackMania (2003) repose également sur la possibilité pour le joueur de créer des pistes personnalisées grâce à un éditeur de niveau évolué, et par la suite de les partager. Le jeu bénéficie donc d'une rejouabilité importante grâce à une base de données importante de pistes créées par la communauté de joueurs,,. À partir de TrackMania Sunrise (2005), le joueur accumule à chaque performance de l'argent virtuel, des coppers, qui donnent droit à l'achat de nouveaux blocs, des circuits et d'autres éléments dans les boutiques ou l'« explorateur »,,,. Au début de l'année 2006, TrackMania Nations, reprend le gameplay original et favorise la compétition en ligne. Le jeu United (2006) améliore l'aspect communautaire, grâce à trois fonctionnalités qui ont pour but de renforcer la contribution et l'interconnexion de la communauté : ManiaZone, la gestion des coppers et ManiaLink. Un nouveau mode officiel impose également de réaliser les courses à un moment précis, plutôt que de permettre au joueur de réaliser les meilleurs temps à n'importe quel moment,.
Les portages réalisés entre 2008 et 2010 sur plates-formes Nintendo par l'entreprise tierce Firebrand Games, TrackMania DS, TrackMania et TrackMania Turbo, reprennent strictement le gameplay originel de la franchise,,. Les apports principaux résident dans l'aspect nomade des deux versions DS, et les nouveautés introduites dans l'éditeur, en particulier la gestion au stylet, et au Nunchuck, et la possibilité de réaliser des tracés à main levée avec ces instruments, qui se transforment automatiquement en piste,.
Outre les nouveaux environnements proposant de nouvelles conduites, les apports de TrackMania² (à partir de 2011) résident dans la possibilité de créer des modes de jeu, et un même serveur de jeu en ligne peut dès lors regrouper jusqu'à 255 joueurs (250 au départ avec Canyon). De même en 2016, TrackMania Turbo amène un nouvel environnement et sa conduite particulière, mais le gameplay reste inchangé,. Le nouvel univers propose des sortes de structures de montagnes russes qui peuvent offrir un certain effet de magnétisme, qui permet au véhicule de coller à la piste quelle que soit son inclinaison.
En novembre 2016, TrackMania Turbo se dote d'une compatibilité avec la réalité virtuelle, grâce à un patch permettant de jouer sur Oculus Rift, HTC Vive et le PlayStation VR, sur 40 nouvelles pistes consacrées à ce gameplay,,.

### Environnements
| Décor typique de l'Arizona, de couleur rouge. |  | Voiture de couleur orange, vue depuis l'arrière. |
| (Panorama de Monument Valley à gauche, et Ford Escort RS 2000 à droite). L'univers appelé désert propose une voiture américaine de type muscle car ressemblant à une Ford Escort, très rapide mais difficile à manœuvrer. |  |                                                  |

| Route bitumée dans une fôret. |  | Voiture de rallye blanche. |
| (Route forestière à gauche, et Renault 5 Turbo à droite). L'environnement campagne offre une petite voiture nerveuse ressemblant à une Renault 5 Turbo. |  |                            |

| Route de campagne recouverte par la neige. |  | pick-up de couleur blanche. |
| (Route enneigée à gauche, et pick-up Toyota à droite). L'univers appelé Snow offre des routes enneigées et des pistes en bois placées en hauteur, avec un pick-up très lent mais maniable. |  |                             |

| |  |  |
| (Autoroute 401 en Ontario à gauche, et Ferrari Enzo à droite). Island place le joueur sur des autoroutes très larges et très rapides situées sur la côte, au volant d'une voiture sportive surpuissante. |  |  |

| Ville américaine composée d'immeubles et de routes (Miami).                                                                      |  | 4x4 de couleur blanche. |
| (Miami à gauche, et 4x4 Range Rover Evoque à droite). L'environnement Bay offre des visuels très urbain, aux commandes d'un 4x4. |  |                         |

| Pont et maisons en pierres. |  | Voiture de couleur grise. |
| (Route et pont sur la Côte d'Azur à gauche, et Mercedes SLR à droite). L'univers appelé Coast, ressemblant à des paysages de la Côte d'Azur, propose la conduite d'un roadster. |  |                           |

| Piste goudronée de Formule 1 au niveau d'une chicane, avec une tribune en arrière plan |  | Voiture noire de type monoplace de Formule 1 |
| (Circuit international de Sepang en Malaisie à gauche, et monoplace de Formule 1 à droite). L'environnement appelé Stadium est une sorte de très grand stade de compétition, qui propose une voiture s'apparentant à une monoplace de Formule 1. |  |                                              |

Les différents opus de la série offrent plusieurs univers appelés « environnements », dont chacun propose une ambiance et un milieu distinct, mais surtout un véhicule au comportement unique et spécifique à chacun d'entre-eux, qui ne peut être modifié. La quasi-totalité de ces biomes proposent plusieurs revêtements de sol, comme le bitume, le béton, la terre, le sable ou l'herbe. La plupart des environnements à partir de Sunrise, permet aux courses de se dérouler à différents moments de la journée aube, journée, crépuscule et nuit, et ainsi d'afficher différentes luminosité et ambiances,.
Les environnements « Desert », « Rally » et « Snow » sont issus du premier opus de la série, TrackMania. « Desert » est le premier environnement jamais créé par Nadeo. Il représente l'âme de la franchise, dépaysant, coloré et ensoleillé. Il place le joueur au volant d'une voiture américaine très nerveuse dotée de bon freins, mais d'une tenue de route limitée, avec une suspension très souple qui la place régulièrement sur deux roues dans les virages. Elle permet également la prise de virages à pleine vitesse, les sauts énormes et excelle dans les changements de rythme. Les visuels offrent des étendues sablonneuses plates, agrémentées de grands canyons et de monticules rocheux. Les routes goudronnées alternent les phases rapides constituées de lignes droites et les passages délicats et les courbes exagérées, comme les quelques trous qui encombrent régulièrement la voie,,,. Le milieu « Rally » se déroule dans des décors verdoyants, bucoliques et mélancoliques. Les pistes, alternant grandes courbes et petites épingles, sont constituées entièrement ou partiellement de routes goudronnées ou en terre, agrémentées d'édifices médiévaux, comme des châteaux ou des remparts sur lesquelles une partie de certaines pistes serpentent. Les pistes, qui comportent de nombreux dénivelés, enjambent parfois des rivières, mais restent très peu aériennes. Elles comportent des passages resserrés, et sont également bordées d'arbres ou de prairies. Le seul véhicule proposé s'apparente à une Renault 5 turbo 2, rapide et nerveuse et propose une conduite simple, axée sur la maitrise du dérapage, requérant adaptation au revêtement qui peut être goudronné, en terre, ou d'herbe,,,. L'environnement « Snow » se déroule dans un univers enneigé, à l'inspiration asiatique. Les routes alternent les portions de route adhérentes et celles tout ou partiellement verglacées. Les pistes abondent de tremplins, de virages prononcés et de surfaces glissantes provoquant de subits écarts de direction. Le joueur dirige un pick-up nerveux mais très peu rapide, doté d'une bonne tenue de route. Équipé de pneus très larges, ce véhicule très maniable offre une conduite très arcade et peut par exemple prendre des virages à grande vitesse,,,.
Les environnements « Island », « Bay » et « Coast » sont issus du second opus de la série, TrackMania Sunrise. « Island » est un univers exotique, l'environnement emblématique de Sunrise, et le milieu le plus rapide. L'ambiance est ensoleillée, alors que les pistes agrémentées de palmiers bordent la mer. Les pistes, ressemblant à de larges autoroutes dotées de nombreux tremplins, sont les plus torturées et loufoques de la série (jusque-là, en 2007), grâce aux loopings, aux rampes de sauts ou aux quarter-pipes. Le joueur pilote une voiture de sport ressemblant à une Ferrari et doit négocier à grande vitesse de grandes courbes en maitrisant de longs dérapages. En termes de conduite, c'est l'environnement le plus accessible, laissant une part à l'improvisation et offrant une grande marge d'erreur,. L'environnement « Bay » est totalement urbain et se déroule dans une sorte de station balnéaire ensoleillée. Les visuels très détaillés, proposent une ambiance citadine, mais les pistes exclusivement goudronnées mènent grâce des dénivelés omniprésents souvent sur les quais, mais aussi sur les toits des immeubles. Les pistes comportent parfois des obstacles. Le joueur est placé aux commandes d'un 4x4 très nerveux permettant d'atteindre sa vitesse maximale très rapidement, et à la direction très réactive. La conduite est rapide, flexible et très énergique avec un aspect de cascade marqué, renforcé par une suspension extrêmement dynamique. Les changements de rythme et de direction sont monnaie courante,. « Coast » se déroule dans un univers méditerranéen ensoleillé à l'ambiance reposante. Les visuels s'apparentent à des petits villages du sud de la France ou de l'Italie, où les abords des pistes sont parsemés de maisonnettes typiques. Les pistes, bordées par la mer, sont composées de routes droites et sinueuses et de parties balisées de circuits, d'escarpements, et de tremplins. Le joueur conduit un roadster dérapant facilement et à la gestion du freinage très importante. Ce véhicule impose une conduite alliant maitrise du dosage frein-accélération et des trajectoires extérieures-intérieures-extérieures. Elle impose de gérer les difficultés à petite vitesse, malgré le besoin notamment de vitesse dans certains virages. Cette conduite précise et technique se veut être plus orientée simulation (mais toujours éloignée des simulations pointues du genre),.
L'univers « Stadium » est l'environnement le plus récemment créé par Nadeo, lors de la sortie de United. Issu du jeu TrackMania Nations, il met en scène une sorte de monoplace de Formule 1, qui nécessite une conduite rapide et technique, avec une prise en main facile. La gestion de la vitesse est une clef sur ces pistes étroites. Les pistes proposent de nombreux tremplins, ce qui rend la maitrise des trajectoires durant les sauts comme un élément important du gameplay. Les pistes sont confinées dans un grand stade omnisports et le temps est toujours au beau fixe, avec un ciel bleu et dégagé. L'ensemble s'apparente à un stade de compétition de moto-cross, ou de supermotard. Les revêtements au sol sont en partie ou totalement en béton, en terre ou en gazon coupé à ras, ce dernier favorisant la course off-road,,,,.
La série de jeux TrackMania² voit l'introduction de quatre nouveaux environnements : « Canyon », « Stadium », « Valley » et « Lagoon ». Ceux-ci sont tous des adaptations d'anciens biomes. « Canyon » est inspiré de l'environnement Desert des précédents opus,. Il propose des circuits serpentant dans des canyons, et permet le hors-piste sur des tronçons poussiéreux. Les visuels se rapprochent par exemple du décor naturel de Monument Valley, ou de l'Arizona, avec leurs montagnes de roche rouge,,. La voiture, rapide, qui ressemble à une Ford Mustang, tient bien la route sur les parties goudronnées, mais dérape sur les parties sablonneuses hors-pistes,,. Le véhicule est plus lourd avec des comportements plus proches de la réalité, avec une tendance à déraper assez facilement, et une caméra plus proche,,. Les pistes offrent trois revêtements différents : le bitume, le béton, et le chemin de terre à la manière du rallye,. Lors du hors-piste, les carrosseries sont progressivement recouvertes de poussière rouge. L'univers propose de grands espaces mais aussi des routes étroites. L'environnement « Stadium » est basé sur l'univers éponyme tiré du précédent jeu TrackMania Nations, et ne diffère de celui-ci que par quelques détails et une amélioration visuelle. Il se déroule dans un stade de compétition futuriste, comme à l'accoutumée sur des pistes atypiques qui serpentent, et qui sont agrémentées de tremplins, de virages relevés et de loopings,,. Figurent maintenant des tunnels et des environnements totalement clos. Le jeu se déroule au volant d'une monoplace de Formule 1, qui possède une très bonne adhérence et beaucoup de vitesse. Cet univers impose une grande précision de conduite,. Les routes sont composées de plusieurs revêtements que sont l'asphalte, le béton, l'herbe et la terre,. Il n'y a pas de modélisation des dégâts sur la carrosserie dans Stadium. L'environnement « Valley » est un univers verdoyant, ressemblant visuellement à celui de Rally des précédents opus. Les courses se déroulent en campagne, au milieu de prairies verdoyantes, de forêts denses, de lacs et de fermes. Il n'y a pas cependant les châteaux de Rally. Les routes sont parfois également bordées de petites montagnes et d'affleurements rocheux,. Valley propose plusieurs types de routes, comme de larges voies s'apparentant à des autoroutes, des petites routes de forêts ou de campagne et des chemins de terre. Chaque revêtement impose donc une conduite spécifique. La voiture s'apparente à celle de l'environnement Coast des précédents épisodes, de par sa lourdeur et sa vitesse relativement limitée. La voiture ressemble à une version moderne et agressive de la Renault 5 Turbo. La voiture est puissante, rapide et les freins sont très efficace et très sensibles. De par son poids et une adhérence importante, la voiture est peu encline à déraper. Sur terre, le véhicule glisse et possède beaucoup moins de tenue de route. Ces routes sont irrégulières, parsemées de bosses qui font parfois dévier les trajectoires. L'environnement « Lagoon » est une adaptation de l'environnement RollerCoaster Lagoon issu de TrackMania Turbo, sorti un an plus tôt en 2016, et inspiré de l'Asie du Sud-Est,,. Celui-ci bénéficie de quelques adaptations par rapport à l'original et perd notamment certains aspects du jeu d'arcade pur. Tous les panneaux publicitaires, les enseignes au néon, les messages et l'hélicoptère ont disparu. La voiture ressemblant à un buggy laisse place à une sorte de SUV. Lagoon est un univers côtier paradisiaque à la thématique de l'île tropicale, arborant une végétation luxuriante, des palmiers et une eau cristalline bleu turquoise,,. Cet univers propose plusieurs revêtements, que sont le bitume, des planchers de bois et des matières naturelles telles que l'herbe, le sable et le gravier,. L'adhérence est importante sur l'asphalte et la capacité à déraper est minime. Le comportement de la voiture sur le second est assez imprévisible. La tenue de route est également très basse sur ces matières naturelles. Cet environnement comporte également des structures métalliques de montagnes russes qui proposent des loopings, des routes retournées ou penchées sur les côtés, sur lesquelles la voiture adhère quelle que soit l'inclinaison de la piste (à condition de conserver une certaine vitesse).
TrackMania Turbo est composé de quatre biomes, dont trois environnements sont adaptés des précédents épisodes et seul RollerCoaster Lagoon est inédit. « Canyon Grand Drift » est similaire à l'univers Canyon de TrackMania²: Canyon. Il se déroule sur des routes plutôt étroites serpentant dans des canyons et en hors-piste, dans un décor nord-américain ressemblant au Grand Canyon, et qui privilégie les sauts,,. Cet environnement propose une sorte de buggy très puissant inspiré du NASCAR, qui a tendance à déraper,. « Down & Dirty Valley » reprend l'ambiance rallye de l'univers Rally des précédents jeux comme TrackMania²: Valley. Cet environnement champêtre arborant forêts et prairies, propose au joueur de conduire une sorte de buggy, doté d'une carrosserie de Coccinelle ou de New Beetle,,,,,. Cette voiture est dotée d'une direction très sensible et les pistes peuvent être goudronnées ou en terre,. « International Stadium » est similaire aux environnements Stadium de TrackMania Nations (et Nations Forever) et TrackMania²: Stadium. Comme à l'accoutumée, cet univers qui se déroule dans un stade de compétition, entouré de tribunes, place le joueur au volant d'une sorte de monoplace de Formule 1, qui ne dérape pratiquement pas, et impose une conduite précise,,,,,,. Les pistes, souvent surélevées, proposent différents revêtements comme le goudron ou la terre sur des tronçons ressemblant à du Supercross. « RollerCoaster Lagoon » est un nouvel environnement doté d'un thème tropical et d'une ambiance ensoleillée, situé sur un archipel dans l'Asie du Sud-Est,,. Le véhicule, au gameplay très radical, est une sorte de buggy très bas et très large, avec un moteur électrique placé à l'arrière, qui procure une accélération vive,,,. Les pistes comportent des structures de montagnes russes avec des loopings, à la manière des circuits miniatures Hot Wheels. Ces parties permettent à la voiture de coller au sol quelle que soit l'inclinaison de la piste,. Cet univers propose différents revêtements de sol, comme l'herbe, le sable et le goudron, mais aussi du plancher de bois,,,. La voiture possède une adhérence à toute épreuve sur ces structures métalliques, mais perd ses qualités sur toutes les autres surfaces.

### Modes de jeu

#### Solo

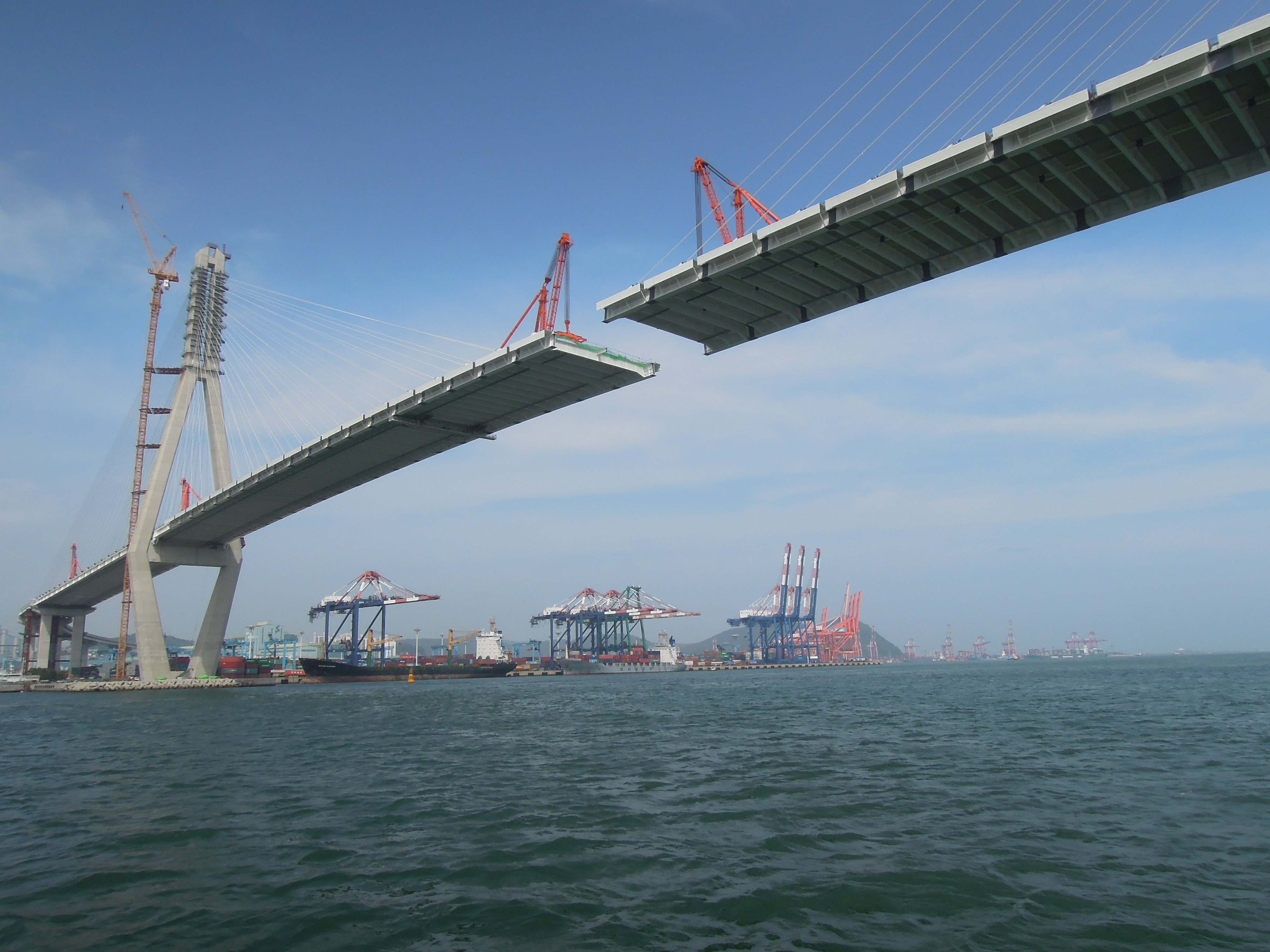
L'un des modes de jeu emblématiques de la franchise, outre le contre-la-montre, est le mode Puzzle, qui demande au joueur de terminer une piste non-finalisée, avec les outils de l'éditeur de niveau et un nombre limité de blocs de construction, puis de tenter de réaliser le meilleur temps sur cette piste inédite (pont en construction).

La série de jeux TrackMania offre de nombreux modes de jeux dont certains sont emblématiques de la franchise, comme le mode « Course », « Plate-forme » ou le mode « Puzzle ». Le premier est un contre-la-montre, dans lequel le joueur doit réaliser le meilleur chrono possible sur un parcours donné. Le second oblige le joueur à terminer la course avec le moins de tentatives possibles, et en évitant les pièges, comme retourner le véhicule ou tomber dans un trou. Il doit donc rallier l'arrivée en réalisant des sauts de plate-forme en plate-forme, sans utiliser la fonctionnalité permettant de recommencer au dernier checkpoint,. Dans ce mode le joueur n'est soumis à aucune limite de temps. Dans le dernier mode, le joueur doit compléter, avec les outils de l'éditeur de niveau, les pistes non-terminées dont quelques blocs ont été omis. Il choisit ces blocs parmi un nombre limité, puis tente de réaliser le meilleur temps sur la piste pouvant arborer plusieurs physionomies légèrement différentes,.
Le mode « survie » est un mode de jeu introduit dans l'extension TrackMania: Power Up!, dans lequel le joueur est confronté à des véhicules dirigés par l'intelligence artificielle. Lors de chaque course, le plus mauvais temps est éliminé. Le joueur doit donc éliminer un adversaire à chaque tour, sinon il recommence la série depuis le début. TrackMania Sunrise amène plusieurs nouveautés. Dans le mode Crazy, le dernier des douze concurrents est éliminé à chaque fin de course, sur des pistes très courtes,,. En fonction du temps réalisé, le joueur obtient une des trois médailles. Sunrise offre également un nouveau mode de jeu complémentaire. Certains modes de jeu peuvent être joués en « coupe de série » afin d'obtenir la coupe de bronze, d'argent ou d'or,. Ce mode consiste à enchainer sans interruption toutes les courses d'une campagne. Le joueur doit obtenir au moins la médaille de la série correspondante (bronze, argent ou or), sinon la série s'arrête. S'il obtient toutes les médailles, il gagne la coupe,. Le mode « Stunts » est apporté par Trackmania Original,,, et dans celui-ci, le joueur doit faire un maximum de figures identiques à celle du skateboard sur chaque circuit en utilisant le décor. Chaque demi-tour, vrille, tonneau ou saut périlleux rapporte des points. Il doit cependant atteindre la ligne d'arrivée avant la fin du temps réglementaire, sinon une pénalité fait baisser le score,. L'extension rajoute également le mode « Extreme », mais qui ne comporte que des circuits plus longs qu'à l'accoutumée.
Certains opus à partir de TrackMania United proposent un mode « officiel », qui oblige à réaliser le meilleur temps possible à un moment précis,.
TrackMania² ne propose principalement que le système du contre-la-montre. Lors de la sortie du premier jeu, TrackMania²: Canyon, comme de ses suites, les jeux n'intègrent pas les deux modes de jeu emblématiques de la série « Puzzle » et « Plate-forme ». Le DLC Platform publié en 2012 rajoute uniquement à Canyon ce mode de jeu « Plate-forme » classique. TrackMania² offre en outre la possibilité au joueur de créer des modes de jeu personnalisés.
De son côté, TrackMania Turbo permet de jouer les courses classiques de la franchise en contre-la-montre, mais de nombreux modes multijoueurs inédits et secrets peuvent être déverrouillés.

#### Multijoueur

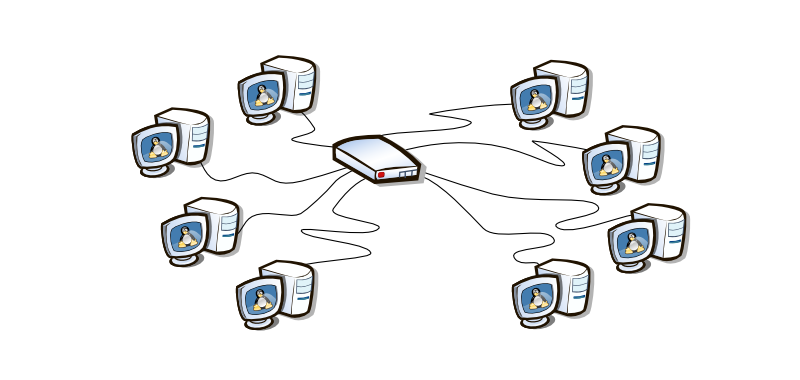
Le succès de la franchise repose aussi sur son multijoueur, sur Internet et en réseau local (schéma d'un réseau local)

Le cœur de la franchise TrackMania repose également sur son multijoueur permettant aux joueurs de s'affronter en réseau local, en hotseat ou en ligne, dans de nombreux modes de jeux, basés sur les temps de course (contre-la-montre) ou sur le nombre de tours ou la distance parcourus.
Le mode hotseat des différents jeux permet à plusieurs joueurs de s'affronter à tour de rôle sur le même ordinateur et sur la même piste en jouant à deux modes de jeu. Le mode « par tour » consiste à réaliser le meilleur temps en un nombre de tour défini en début de partie par les joueurs. Chaque joueur joue un tour l'un après l'autre puis le jeu demande au joueur ayant réalisé le plus mauvais temps de retenter sa chance jusqu'à ce qu'il améliore éventuellement son temps. Le jeu propose alors au nouveau dernier joueur de rentrer dans le jeu et ainsi de suite,.
Les jeux en LAN ou sur Internet offrent divers modes de jeux, comme le mode « par tour », en « équipe » et le « contre la montre ». Ces modes offrent des défis basés sur des limites de points ou sur un chrono. Dans le premier mode, des points sont cumulés en franchissant la ligne d'arrivée avant les concurrents. Dans le second, le système de jeu est identique et les points sont cumulés par équipe. Le dernier mode est identique au mode « Course » en solo mais tous les joueurs sont en compétition en même temps sur une même carte. Ce n'est pas une course avec un départ simultané car chaque joueur peut recommencer à tout moment,. Dans le mode « boucle », les joueurs s'affrontent sur un circuit en boucle. Le vainqueur est le premier à terminer le nombre de tours définis ou bien celui qui a passé le plus de checkpoint dans un temps limité. « Stunt » est identique au mode solo, le joueur doit réaliser des figures dans un temps imparti. Le mode « Coupe » utilise un système de points, où la limite de points atteinte permet d'accéder à une finale dans laquelle le joueur qui réalise le meilleur temps est désigné vainqueur.
TrackMania²: Lagoon propose un nouveau mode de jeu multijoueur en équipe appelé « Chase »,. Il est disponible dans tous les environnements TrackMania². Dans celui-ci, les joueurs doivent s'entraider. Ce mode est en fait un relais, dans lequel les joueurs, en équipe, tentent de réaliser le meilleur temps. Le joueur qui passe en dernier à un checkpoint doit passer en premier au suivant. Tous les joueurs de la même équipe doivent donc s'attendre et conduire ensemble, de façon synchronisée.
TrackMania Turbo, sorti notamment sur console en 2016, voit l'apparition de nombreux modes multijoueurs en local inédits et secrets, qui peuvent être déverrouillés grâce à des codes secrets,,. Le mode « Split Screen » permet de jouer en écran splitté jusqu'à quatre personnes,. Le mode « Smash » oblige le joueur à appuyer répétitivement et rapidement sur le bouton, afin d'accélérer plus que ses adversaires et arriver à les dépasser,. Le mode « Double driver » est un nouveau mode de jeu dans lequel deux joueurs contrôlent un même véhicule simultanément, à l'aide d'une manette chacun. Des indicateurs affichent à l'écran ce que fait chaque joueur (tourner, accélérer, freiner) pour permettre une meilleure coordination. Le jeu crée une trajectoire pondérée en fonction des actions des deux joueurs, uniquement quand ils appuient en même temps sur les mêmes boutons,. Chaque joueur agit sur 50 % du comportement de la voiture. En réseau local, ce mode peut être joué jusqu'à 16 personnes en simultané. Un mode de jeu appelé « Fun » inspiré de Mario Kart, propose un gameplay avec collision entre les véhicules et de nombreux bonus à ramasser, comme des turbos ou des power-ups permettant de faire grossir la voiture et de pousser les adversaires,. Des objets sont proposés à chaque checkpoint, et peuvent par exemple être des sauts, un modificateur de gravité, ou un lanceur de voiture. Un mode Stunt consiste à réaliser des cascades et des figures telles que des tonneaux et des vrilles. Ces figures permettent d'activer un turbo qui peut faire accélérer le véhicule. Le mode « Arcade » consiste à réaliser le meilleur temps dans un contre-la-montre, pour entrer dans un top 10,,. Dans le mode en ligne « Mono Screen » inspiré des Micro Machines,, la caméra, qui est très éloignée et affiche les voitures en plus petit qu'à l'accoutumée, effectue des tours de circuit et le joueur doit rester à l'écran,,. Si la voiture du joueur sort de l'écran, il perd des vies, alors qu'il en gagne en passant premier aux checkpoints,,.

### Éditeur de niveau, dereplayet fonctionnalités diverses

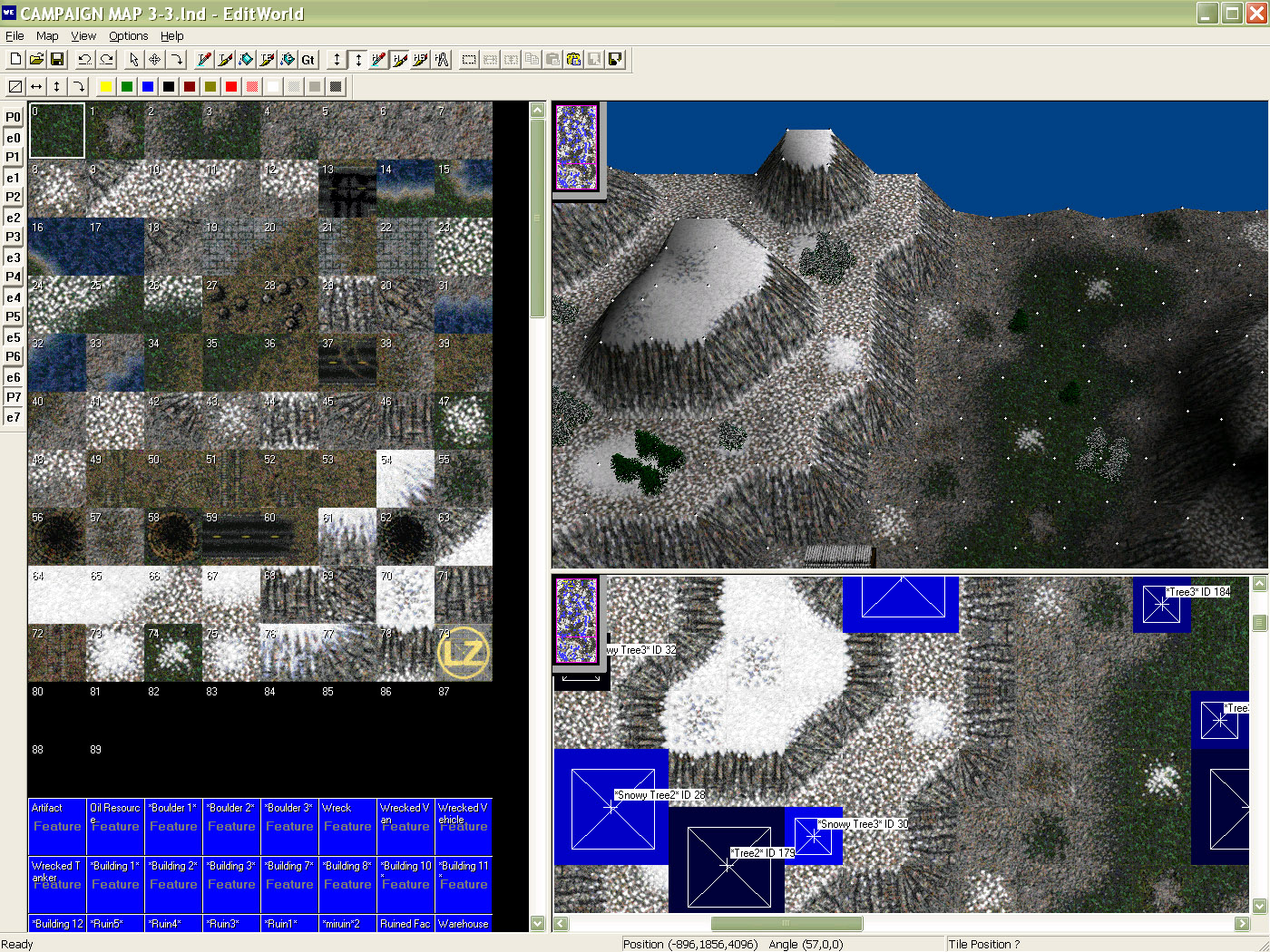
Un éditeur de niveau performant est également une des fonctionnalités clef de TrackMania, qui offre la possibilité aux joueurs de créer des pistes personnalisées et de les partager, permettant de prolonger la durée de vie du jeu.

Le succès de la franchise TrackMania repose sur son gameplay arcade sans collision, mais aussi sur son éditeur de niveau, permettant à la communauté de joueurs de créer de nombreux circuits personnalisés, puis de les partager,. L'éditeur propose différents types de blocs classés par thèmes, une soixantaine par environnement,. Le joueur dispose donc de lignes droites, de montées, de tremplins, de checkpoints, de blocs accélérateurs, de virages relevés, ou serrés, de pentes, de trous ou des obstacles, de loopings, de tunnels, de ponts, etc. Les divers environnements sont logiquement disponibles, avec des blocs d'éléments de décors,,,. Le nombre de blocs est au départ limité et le joueur peut en débloquer progressivement grâce à l'obtention de coppers,. Le joueur peut à tout moment tester sa création et décider des temps de référence avant de concourir sur la piste créée.
Chaque nouveau jeu apporte ses améliorations à l'éditeur de niveau. Sunrise apporte la prise en charge de la souris et rajoute de nombreux blocs. Il propose une nouvelle fonctionnalité peer-to-peer qui permet de partager les fichiers, les courses, les personnalisations de blocs ou de véhicules directement dans le jeu, mais aussi un nouvel éditeur de campagne (regroupement de plusieurs pistes). Le jeu propose un nouvel atelier de montage de replay, qui permet de créer des intros de début de niveaux ou des cinématiques de fin de niveaux,. Le MediaTracker est une fonctionnalité qui permet au joueur de choisir le placement de la caméra pendant les replays, et pas seulement derrière la voiture. Outre les positionnements et mouvements de caméras, le joueur peut créer des effets de flou, de focale, de traînées ou des filtres de couleurs. Il permet également d'afficher du texte à des moments précis. L'atelier de peinture permet de personnaliser l'aspect des véhicules notamment en rajoutant une brillance de couleur métallique, des autocollants ou en important n'importe quelle photo issue du disque dur du joueur pour l'appliquer sur la carrosserie,.
Dans TrackMania Nations, tous les blocs sont immédiatement accessibles, sans avoir besoin d'être débloqués,. Le jeu intègre un système qui permet de défier des amis par mail ou par Messenger. Une nouvelle fonctionnalité permet de créer et gérer une liste d'amis, en invitant des connaissances à la manière de Facebook ou Myspace. TrackMania Nations Forever et TrackMania United Forever permet d'afficher des graphismes en stéréoscopie anaglyphique qui peuvent être visionnés avec des lunettes 3D,,. En outre, Nations intègre un système de score avec un classement mondial, national, régional et départemental sur chaque course,.
TrackMania United porte le nombre de blocs de construction de routes et de décors à près de mille, et est désormais disponible en deux versions : une simplifiée et une plus complexe. Le MediaTracker est amélioré et permet d'insérer ses propres musiques. L'atelier de peinture permet de personnaliser la carrosserie des véhicules. Il est également possible de personnaliser les véhicules ou d'en télécharger, à l'instar des pistes. Sur la carrosserie, les joueurs peuvent réaliser des travaux de peinture, des décalcomanies et d'autres décorations. United apporte d'autres fonctionnalités. La ManiaZone est un système de zones mariant régionalisation et classement en ligne,. Elle place chaque joueur dans une zone géographique en fonction du niveau de ses résultats. Le niveau de jeu s'adapte donc à celui du joueur. Les coppers, la monnaie virtuelle en jeu, subissent une grande évolution. Ils servaient auparavant uniquement à débloquer les blocs de construction dans l'éditeur de jeu. Ils permettent dès lors d'acheter des ghosts, des circuits, de nouveaux modèles de véhicules créés par les joueurs ainsi que le droit d'améliorer les temps dans le classement. ManiaLink est une sorte de plate-forme en ligne peer-to-peer dans le jeu qui offre des liens pointant vers des circuits, des replays, de la musique, des voitures, des vidéos à télécharger, et qui sont hébergés par Nadeo sur une page personnelle que chaque joueur peut créer,,,.
Les portages réalisés entre 2008 et 2010 sur plates-formes Nintendo par l'entreprise tierce Firebrand Games, TrackMania DS, TrackMania et TrackMania Turbo, offrent une gestion au stylet, et au Nunchuck, et la possibilité de réaliser des tracés à main levée avec ces instruments, qui se transforment automatiquement en piste,.
À partir de 2011, les environnements standalones de TrackMania² sont commercialisés épisodiquement par Ubisoft sur la plate-forme de jeu, de vente, de création et de partage Maniaplanet, qui regroupe toutes les fonctionnalités autres que le jeu,. Tous les outils issus de TrackMania United sont repris et accessibles dans cette plate-forme,. Chaque épisode de TrackMania² et nouvelle version de Maniaplanet voit son lot d'améliorations et de nouveautés comme des nouveaux blocs de construction. Maniaplanet permet d'accéder aux jeux de la franchise et aux différentes fonctionnalités de création et de partage communautaire,. Elle centralise toutes les applications permettant aux joueurs de créer et de partager leurs contenus, tel que l'éditeur de niveau qui permet de créer des circuits personnalisés, l'éditeur de peinture qui permet de personnaliser les voitures, ou l'éditeur de replay qui permet de créer des vidéos,. Le langage Maniascript permet au joueur de personnaliser complètement une partie, notamment les modes de jeu,. C'est un langage interprété qui permet de créer toutes sortes d'événements spéciaux à inclure dans les pistes, de créer des widgets ou des plugins, des replays dynamiques personnalisés,. La plate-forme propose également un éditeur de mesh, introduit lors de sa parution dans sa version 4, à l'occasion de la commercialisation de TrackMania²: Lagoon en mai 2017.
Pour sa part, TrackMania Turbo propose une nouvelle version de l'éditeur appelé Trackbuilder,. Cette version de l'éditeur est beaucoup plus optimisée que les précédentes et bénéficie d'un rendu plus intuitif. Il est dorénavant disponible en trois modes (débutant, normal, et avancé), qui offrent progressivement au joueur de plus en plus de fonctionnalités. L'éditeur permet également de partager les créations en ligne. Il intègre un système de génération aléatoire de piste, permettant au joueur d'y jouer immédiatement,.

## Réception

### Accueil de la presse
| Jeux                       | GameRankings | Metacritic |
| -------------------------- | ------------ | ---------- |
| TrackMania                 | 73,73 %      | 74/100     |
| TrackMania Sunrise         | 80,10 %      | 82/100     |
| TrackMania United          | 79,79 %      | 80/100     |
| TrackMania United Forever  | 81,11 %      | -          |
| TrackMania Nations Forever | 88 %         | -          |
| TrackMania DS              | 75,50 %      | 75/100     |
| TrackMania                 | 75,89 %      | 74/100     |
| TrackMania Turbo           | 80 %         | 77/100     |
| TrackMania²: Canyon        | 79,80 %      | 81/100     |
| TrackMania²: Stadium       | 75 %         | 77/100     |
| TrackMania²: Valley        | 74,67 %      | 79/100     |
| TrackMania Turbo           | 78,17 %      | 79/100     |
| TrackMania²: Lagoon        | -            | 77/100     |

L'ensemble des titres sont globalement plutôt favorablement accueillis depuis le début de la franchise malgré quelques critiques récurrentes. Le succès est certain en Europe mais la franchise peine à trouver son public à l'international, notamment aux États-Unis où il reste toutefois un jeu underground. Quelques bémols sont régulièrement relevés comme le sempiternel reproche de l'absence de collision.
Au départ, le premier jeu est assez moyennement accueilli par la presse spécialisée malgré de bonnes notes parfois, déconcertée par son gameplay simpliste axé arcade allant à contre-courant des productions du moment, lui reprochant l'absence de collisions avec les concurrents, le minimalisme de la simulation, la petitesse des pistes sur lesquelles un seul tour est possible. Nombreux sont les critiques qui relèvent un jeu d'entrée de gamme, cependant très addictif. À l'unanimité, ils trouvent le jeu « fun », mais ont du mal à voir le potentiel de cet hybride entre course très courte et jeu de construction de circuits, alors que quelques-uns d'entre-eux entrevoient la qualité du concept et un possible intérêt, notamment en multijoueur,,,,,.
Sunrise reçoit un très bon accueil par les médias spécialisés lors de sa sortie. Les critiques décrivent la reprise du concept original, toujours aussi atypique et addictif, mais très largement amélioré. Ce bond en avant s'observe autant du point de vue graphique, portant les visuels de la première mouture souvent qualifiée d'« amateurs » ou « bas de gamme » pratiquement à la hauteur de la concurrence dans le genre, qu'au niveau du gameplay, magnifié par une physique des véhicules plus maitrisée et équilibrée ainsi que des choix novateurs privilégiant des pistes plus démesurées et plus aériennes,,,,,. Nations est très bien accueilli par les journalistes spécialisés, malgré une médiatisation limitée. Le jeu totalise très rapidement plusieurs millions de téléchargements, grâce à sa publication gratuite,,,,,,. United bénéficie globalement d'un bon accueil lors de sa sortie de la part de la presse spécialisée, même si la majorité des observateurs juge le jeu comme une sorte de compilation des précédents univers aux nouveautés trop peu présentes,,,,.
Les portages réalisés entre 2008 et 2010 sur plates-formes Nintendo par l'entreprise tierce Firebrand Games sont globalement plutôt bien reçus par la presse spécialisée lors de leur sortie, qui estime les jeux fidèles à l'esprit particulier et au gameplay originel de la franchise. Les bandes-son sont toutes unanimement négativement critiquées. TrackMania DS se voit reprocher des problèmes de collision avec les décors, provoquant des bugs d'affichage, comme des voitures traversant les murs ou le sol. Les critiques regrettent aussi l'absence de multijoueur en ligne. Les critiques apprécient les améliorations de ces deux ponts négatifs dans la version Wii, TrackMania, malgré des visuels désuets, et dans la version DS, TrackMania Turbo, ce dernier étant critiqué sur son manque de nouveautés,,,,,,,.
TrackMania²: Canyon bénéficie d'un très bon accueil lors de sa sortie, notamment grâce à l'avancée en termes de visuels, et la conservation du gameplay typique. Quelques-uns des observateurs relèvent un manque de nouveauté et un seul environnement, mais d'autres notent à l'opposé un prix de vente réduit, et remarquent trois types de conduite sur trois revêtements différents,. L'accueil de Stadium lors de sa sortie est globalement positif, malgré quelques critiques comme le manque flagrant de nouveautés pour ce remake payant, même à un prix limité, d'un jeu qui est déjà accessible en version gratuite (TrackMania Nations). Les médias apprécient toutefois de retrouver le gameplay précis et pointu de cet environnement axé sur la compétition, ainsi que l'amélioration graphique,.  Valley reste bien apprécié par la presse spécialisée lors de sa sortie, notamment grâce à des visuels jugés très beaux et son concept offrant énormément de rejouabilité. Cependant, tous les journalistes sont assez déçus de retrouver une simple adaptation d'un des univers précédents, Rally. L'interface de Maniaplanet comme celle en jeu, sont très critiquées pour leur désordre,. Lagoon reçoit un accueil plutôt mitigé lors de sa sortie. Les critiques apprécient toujours le gameplay de la franchise et son fun. Cependant, elles ont du mal à accepter l'absence de réelle nouveauté et sont un peu surprises par la commercialisation d'un environnement pour un jeu publié six ans auparavant en 2011, d'autant plus qu'un nouveau jeu est sorti dans la série un an plus tôt en 2016, et qui inclut déjà cet univers, TrackMania Turbo,. De son côté, la plate-forme Maniaplanet est plutôt appréciée au départ,,,, mais très rapidement critiquée pour son austérité, son manque d'accessibilité et son désordre, comme pour l'incompréhension qui règne autour de ses nombreuses fonctionnalités non-documentées,,,.
TrackMania Turbo obtient de très bonnes critiques de la part des médias vidéoludiques lors de sa sortie, malgré quelques petits reproches diverses et régulièrs mais minimes de la part de tous les observateurs. Les médias estiment que la franchise n'a rien perdu lors de la conversion sur les consoles next-gen et que le jeu est l'un des meilleurs dans le genre jeu de course arcade sur console (à ce moment-là en 2016),,. Le patch offrant la compatibilité avec la réalité virtuelle en novembre 2016 est également bien accueilli malgré quelques critiques mineures,,,,,.

### Distinctions
TrackMania, le premier jeu de la série, obtient le titre du meilleur jeu sur ordinateur de l'année 2004 par le magazine allemand Computer Bild Spiele. En 2011, TrackMania est désigné 95e meilleur jeu de tous les temps par le site Jeuxvideo.com. En février 2018, Jeuxvideo.com place TrackMania au 3e rang de son top 10 des meilleurs éditeurs de niveau.
Le magazine australien spécialisé dans le jeu vidéo PC PowerPlay désigne TrackMania Sunrise 45e meilleur jeu de son top 100 de l'année 2005. Le site français 01net le classe parmi les meilleurs jeux vidéo de l'année en décembre 2005.

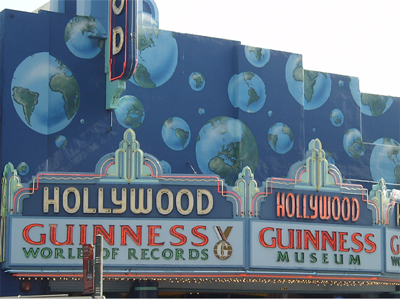
TrackMania Nations est inscrit au Livre Guinness des records: Gamer's Edition 2008 (Guinness Museum à Hollywood, Los Angeles).

La franchise TrackMania est inscrite au Livre Guinness des records: Gamer's Edition 2008. TrackMania Nations détient le record du plus grand nombre de joueurs connectés en ligne durant la même partie, soit 132 personnes. Il détient aussi le record du premier jeu gratuit à être spécialement développé pour une compétition en ligne, le record du jeu de course en ligne le plus populaire avec 3 398 745 joueurs enregistrés au 22 octobre 2007, le record du plus grand nombre de nationalités participant à une compétition de course hors ligne, soit 34. TrackMania obtient d'autres records, comme celui de la vidéo la plus populaire créée par un joueur, grâce à 1K Project II, visionnée plus de deux millions de fois sur le site GameTrailers, ou le record de la plus grande base de données pour un jeu de course (plus grand nombre de contenu pour un jeu de course), grâce aux sites TrackMania-Exchange (176 506 circuits), et TrackMania Car-Park (228 voitures),. Nations conserve le record de la plus grosse course en ligne, jusqu'à ce qu'il soit battu début juillet 2008 par Nations Forever (record validé par le Livre Guinness des records). Cette version du jeu a permis à 250 joueurs de se connecter en ligne sur le même circuit,.
En juillet 2015,  PC Magazine inclut TrackMania Nations Forever dans sa liste des meilleurs jeux gratuits sur PC. Maximum PC et Windows: Help & Advice le classent dans leur liste des vingt meilleurs jeux gratuits sur PC en décembre 2015,.
TrackMania United est désigné meilleur jeu de course de l'année 2007 par le site Shacknews et par le magazine Play. Le 1er février 2007, le site GamesRadar+ le place dans sa liste des jeux PC les plus attendus par les joueurs aux États-Unis. En mai 2007, PC Zone le place 68e de son classement des 101 meilleurs jeux vidéo de tous les temps. En juillet 2007, PC PowerPlay le place 46e de son top 100 des meilleurs jeux PC. En août 2007, PC Gamer le désigne 91e de son top 100 des meilleurs jeux vidéo. Lors de l'édition 2008 du Festival du jeu vidéo se déroulant à Paris, TrackMania United Forever obtient le Milthon du meilleur jeu sur PC. En août 2008, PC Gamer le désigne 48e de son top 100 des meilleurs jeux vidéo.
En décembre 2008, IGN place le jeu TrackMania DS dans sa liste des jeux Nintendo DS les plus attendus au premier trimestre 2009.
Fin novembre 2011, le site Gamekult intègre TrackMania²: Canyon dans sa liste des jeux à retenir pour l'année 2011 sur PC. En janvier 2013, IGN remarque TrackMania²: Valley, comme l'un des jeux les plus attendus de l'année 2013 sur PC. PC Gamer le place dans sa liste des meilleurs jeux PC de l'année 2013.

## Communauté de joueurs eteSport

### Communauté productive et organisée
Dès le lancement du jeu, une communauté de joueurs, florissante et dévouée, grandissant progressivement, partage des circuits qu'elle a créés, ainsi que ses skins pour les voitures. Selon Florent Castelnérac, la communauté commence même à arriver avant la sortie du premier jeu. Les joueurs utilisent les sites officiels, mais très vite, deux sites web amateurs sortent du lot, TM Exchange pour les circuits et les records et TrackMania Carpark pour l'aspect skins et modèles 3D pour les voitures. Au sujet du premier, Castelnérac déclare : « C'était le premier gros site, créé très rapidement, […] qui a pris en charge rapidement l'échange des pistes, de la meilleure façon qu'il soit ». À partir de United, des outils de partage mais aussi de création inédits sont régulièrement intégrés aux jeux pour permettre à la communauté de générer du contenu. Grâce au mode multijoueur, aux milliers de circuits créés par les joueurs, la série TrackMania connait un développement permanent de sa communauté en ligne,. De nombreuses compétitions amateurs sont créées, ce qui conduit par la suite Nadeo à axer son développement sur le multijoueur. La série devient alors progressivement un incontournable de la scène eSport. Selon le magazine Edge, s'il n'est pas le premier jeu à s'appuyer sur la créativité de la communauté, TrackMania figure parmi les meilleurs à le faire. TrackMania est l'un des premiers jeux, parmi des titres comme Little Big Planet ou Minecraft, à livrer littéralement une partie du level design aux joueurs, et ainsi favoriser le press forward (fait, pour un joueur, d'imposer sa façon de jouer par le biais d'un level design particulier ou atypique),.

### Compétition
En compétition, la spécificité de TrackMania est de demander une capacité d'adaptation et une réactivité permanente des joueurs, dans la mesure où si le concept du jeu de course arcade sans collision reste globalement identique, les cartes et les courses diffèrent à chaque compétition. À l'opposé, un jeu comme Counter-Strike ne propose que les mêmes maps depuis des années.

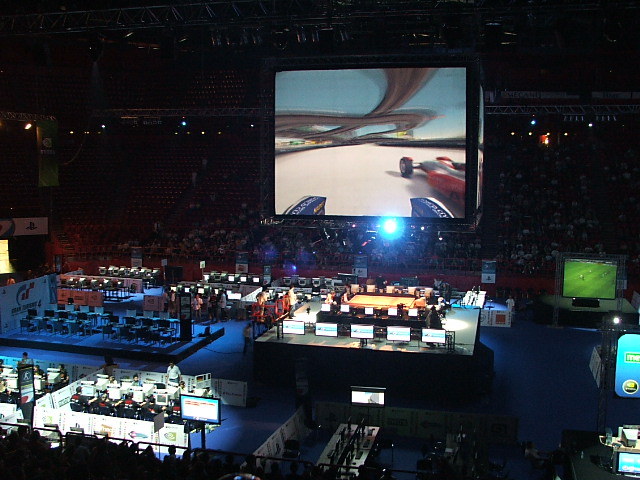
Finale de l'ESWC à Paris-Bercy en juin et juillet 2006, sur TrackMania Nations.

À l'instar des précédents jeux de la série, TrackMania Nations est joué dans divers LAN mais aussi lors de nombreuses compétitions. Il est spécialement développé en 2006 pour participer à la compétition mondiale Electronic Sports World Cup. Depuis cette année-là, ce jeu devient donc discipline officielle et se joue chaque année. Nations et Nations Forever sont aussi joués dans divers tournois comme les World Cyber Games ou l'ESL,,. En janvier 2008, juste avant la sortie de l'extension TrackMania United Forever, le magazine Joystick constate les difficultés du jeu à s'imposer dans le monde du sport électronique. TrackMania est tout de même joué à l'ESWC jusqu'en 2012 sur Nations et Nations Forever, qui voient arriver cette année-là TrackMania²: Canyon, qui est aussi en compétition.
Trackmania²: Canyon reprend le flambeau TrackMania et devient discipline officielle à l'ESWC dès l'année 2012, remplacé par TrackMania²: Stadium les quelques années suivantes. Ces deux jeux y sont joués jusqu'en 2015, dernière apparition en date de la franchise dans la compétition,,. Malgré la volonté de Nadeo de regrouper tous ses joueurs avec United, depuis sa sortie, un problème de fragmentation de la communauté de joueurs en ligne perdure depuis-lors, principalement provoqué par de nouvelles versions d'un jeu scindé en environnement distincts vendus chacun à un prix trop élevé, et un manque de communication de la part de Nadeo.
Divers championnats sont dès lors créés pour compenser la disparition de TrackMania. De plus, TrackMania² est régulièrement joué lors des ZrT TrackMania Cup depuis 2013 organisées par ZeratoR.
Depuis la sortie de TrackMania Turbo, la communauté de joueurs est encore plus divisée qu'auparavant, puisqu'une partie est restée sur Maniaplanet et un jeu plus axé compétition qu'est TrackMania²: Stadium, alors que d'autres jouent sur un jeu plus axé arcade sur Turbo,.

### Ressources primaires
1. 1 2  « Nations, United, Forever : Comment s'y retrouver ? », TrackMania, le magazine officiel, no 1,‎ été 2008, p. 18-21.
2. 1 2 3 4 5 6 7  « De Stadium à Bay », TrackMania, le magazine officiel, no 1,‎ été 2008, p. 26-31.
3. ↑  Nadeo. TrackMania Sunrise (PC). Focus Home Interactive. 6 avril 2005.
4. ↑  « Les Modes Multijoueurs », TrackMania, le magazine officiel, no 1,‎ été 2008, p. 38-39.
5. ↑  « Du côté de chez Nadeo : L'interview croisée », TrackMania, le magazine officiel, no 1,‎ été 2008, p. 50-51.
6. ↑  « ESWC PGW 2015: Résumé du dernier jour », sur ESWC, 1er novembre 2015.

### Interviews
1. 1 2 3  (en) Craig Harris, « TrackMania's Developers Speak », sur IGN, 10 mars 2009.
2. 1 2  (en) Cam Shea, « TrackMania DS - AU Interview », sur IGN Australia, 27 juillet 2008.
3. 1 2  (en) Eric Caoili, « Interview: Firebrand Games Hits the Gas On DS Racing », sur Gamasutra, 1er octobre 2008.
4. 1 2 3  (en) Jorge Ba-oh, « Interview Firebrand on TrackMania (Wii/Nintendo DS) », sur Cubed³, 25 mai 2011.
5. ↑  ManiaNews, « #5 of 8 : Interview of Florent Castelnerac : About Maniaplanet », sur YouTube, 26 juillet 2011.
6. ↑  Niko, « 3 questions à ... Florent Castelnerac (Nadeo) », sur Factornews, 21 septembre 2011.
7. 1 2  « [tmActu] Interview Florent Castelnerac : Trackmania² [FR] », sur YouTube, 15 août 2011.
8. 1 2 3 4  (fr + en) Ubisoft, « Trackmania Turbo - The Creative Drive [EUROPE] » [vidéo], sur Chaine YouTube officielle Ubisoft, 30 octobre 2015.
9. ↑  ZeratoR, « TM Turbo #5 : Map editor et ITW de Nadéo (15:11-31:31) » [vidéo], sur YouTube, 23 mars 2016.
10. ↑  (en) Ubisoft, « Trackmania Turbo - Gameplay Walkthrough [EUROPE] » [vidéo], sur Chaine YouTube officielle Ubisoft, 9 juillet 2015.
11. ↑  (en) « GZ Interview: Roller Coaster Twists + Fast Racing Action = TrackMania », sur GameZone, 4 mai 2012.
12. ↑  (en) Gamespot Staff, « TrackMania United Q&A - New Features and an Enhanced Online Community », sur GameSpot, 16 novembre 2006.
13. ↑  « [tmActu] Interview Florent Castelnerac : Les Outils développes par Nadeo [FR] », sur YouTube, 15 août 2011.
14. ↑  (en) « TrackMania: Quo vadis? », sur Tollenz Lions, 12 octobre 2016.

### Ressources secondaires
1. 1 2 3 4 5 6 7  Nerces, « Test de TrackMania », sur Jeuxvideo.fr, 21 novembre 2003.
2. 1 2 3 4 5 6 7  Jihem, « Test TrackMania sur PC », sur Jeuxvideo.com, 24 novembre 2003.
3. 1 2  Lord Casque Noir, « Test de TrackMania », Canard PC, no 2,‎ 3 décembre 2003, p. 19.
4. 1 2 3  Lord Casque Noir, « Test de TrackMania: Power Up! », Canard PC, no 23,‎ 5 mai 2004, p. 13.
5. 1 2 3  Hosteel, « Test - TrackMania: Power Up! : toujours à bloc », sur Gamekult, 9 juin 2004.
6. 1 2 3  Superpanda, « Test de TrackMania Original sur PC », sur Jeuxvideo.com, 22 octobre 2005.
7. 1 2 3  Nerces, « Test de TrackMania Original », sur Jeuxvideo.fr, 21 octobre 2005.
8. 1 2 3  Hosteel, « Test - TrackMania Original : retour aux sources », sur Gamekult, 19 octobre 2005.
9. ↑  (en) « El Toque francés », Edge, no 6,‎ octobre 2006, p. 64.
10. 1 2 3 4 5 6  (en) Rich Stanton, « Ten Years Of Trackmania », sur Rock, Paper, Shotgun, 1er novembre 2013.
11. 1 2 3  Jihem, « Test Trackmania Sunrise sur PC », sur Jeuxvideo.com, 5 avril 2005.
12. 1 2 3 4 5  Damien, « Test de Trackmania Sunrise Extreme », sur Jeuxvideo.fr, 21 décembre 2005.
13. 1 2 3 4  Seb, « Test TrackMania Nations sur PC », sur Jeuxvideo.fr, 4 février 2006.
14. ↑  (en) Dave Harrison, « TrackMania becomes United », sur GamesRadar+, 4 juillet 2006.
15. 1 2 3  Hosteel, « Test - TrackMania United redonne des couleurs », sur Gamekult, 17 novembre 2006.
16. ↑  (en) Jon Valjean, « TrackMania Nations Forever review (PC) », sur Gameplanet, 21 avril 2008.
17. ↑  (en) Richard_Cobbett, « TrackMania United Forever review », sur Gamesradar, 27 mai 2008.
18. 1 2 3 4  Rédaction, « Trackmania Nations Forever en détails », sur Jeuxvideo.com, 4 avril 2008.
19. 1 2 3  Jean-Marc, « Test de Trackmania DS », sur Jeuxvideo.fr, 14 novembre 2008.
20. 1 2  (en) Jane Douglas, « Trackmania: Build to Race Review », sur GameSpot, 15 mars 2011.
21. 1 2 3  Rivaol, « Test Trackmania Turbo sur DS », sur Jeuxvideo.com, 1er octobre 2010.
22. 1 2 3  Erwan Lafleuriel, « Maniaplanet, Shootmania et Trackmania 2, nos impressions globales », sur Gameblog, 5 novembre 2012.
23. 1 2 3  (en) Dan Griliopoulos, « Hands On: Maniaplanet », sur Rock, Paper, Shotgun, 2 novembre 2012.
24. ↑  (en) Katie Williams, « TrackMania 2 Stadium is now live on Steam », sur PC Gamer, 24 juin 2013.
25. ↑  (en) Phil Savage, « TrackMania 2 and ShootMania Storm now available on Steam », sur PC Gamer, 27 février 2013.
26. 1 2 3 4 5 6 7 8 9 10 11  Le0ben, « Test : Trackmania² Canyon », sur Gamekult, 26 septembre 2011.
27. 1 2 3 4  Cortez62, « Test de TrackMania 2 Stadium », sur Jeuxvideo.fr, 28 juin 2013.
28. 1 2 3 4 5 6 7  (en) Martin Robinson, « TrackMania 2 Valley review », sur Eurogamer, 17 juillet 2013.
29. 1 2 3 4 5 6 7 8 9  daFrans, « Test Trackmania² Lagoon : Un standalone qui arrive bien trop tard sur PC », sur Jeuxvideo.com, 7 juin 2017.
30. 1 2 3  (en) Alice O'Connor, « Trackmania 2 Lagoon roars out », sur Rock, Paper, Shotgun, 23 mai 2017.
31. 1 2 3 4  (en) « TrackMania », Edge, no 293,‎ juin 2016, p. 123.
32. 1 2 3 4  (en) Martin Robinson, « Trackmania Turbo review », sur Eurogamer, 23 mars 2016.
33. 1 2 3 4  (en) Jason D'Aprile, « Trackmania Turbo Review », sur GameSpot, 28 mars 2016.
34. ↑  Jarod, « Trackmania Turbo en VR avec une démo », sur Gamekult, 8 novembre 2016.
35. ↑  Maxime Chao, « TrackMania Turbo : une mise à jour qui rend le jeu compatible avec la VR », sur JeuxActu, 8 novembre 2016.
36. 1 2 3 4  JeromeJoffard, « Ubisoft annonce un nouveau TrackMania, ainsi que sa date de sortie », sur Jeuxvideo.com, 28 février 2020.
37. 1 2  Nerces, « Test : TrackMania », sur Clubic, 21 novembre 2003.
38. ↑  (en) Tom Bramwell, « Who won our TrackMania/Scalextric competition? », sur Eurogamer, 26 novembre 2003.
39. ↑  (en) Juan Castro, « TrackMania Ships », sur IGN, 24 juin 2004.
40. ↑  Jean-François Morisse, « «Trackmania»: Le jeu de course qui ne s'arrête jamais débarque sur consoles », sur 20 minutes, 1er avril 2016.
41. ↑  Hosteel, « TrackMania Sunrise : plus d'images », sur Gamekult, 22 mars 2005.
42. ↑  (en) David Adams, « TrackMania Sunrise Warms Retail », sur IGN, 6 mai 2005.
43. 1 2 3 4 5  Nerces, « Test de TrackMania Sunrise », sur Jeuxvideo.fr, 6 avril 2005.
44. 1 2 3 4  (en) Tom McNamara, « 10 Wonders of the Gaming World », sur IGN, 28 juin 2005.
45. 1 2 3  (en) Alex Navarro, « TrackMania Sunrise Review », sur GameSpot, 6 mai 2005.
46. 1 2  Hosteel, « Test - TM Sunrise Extreme, des sensations pures », sur Gamekult, 18 novembre 2005.
47. 1 2  « Trackmania Sunrise eXtreme », Consoles +, no 168,‎ janvier 2006, p. 55.
48. 1 2 3  (en) Tom Bramwell, « TrackMania Nations ESWC », sur Eurogamer, 24 janvier 2006.
49. 1 2  (it) « TrackMania Nations », Giochi per il mio computer, no 114,‎ mars 2006, p. 22, 130.
50. ↑  (it) « TrackMania Nations », PC Open, no 116,‎ avril 2006, p. 7, 55.
51. 1 2  Ackboo, « TrackMania Nations Forever », Canard PC, no 170,‎ 30 avril 2008, p. 22.
52. 1 2 3 4  (en) John Walker, « TrackMania Nations Forever », sur Eurogamer, 30 avril 2008.
53. 1 2  (en) James, « Downloads of the Download », Hardcore Gamer, vol. 4, no 2,‎ été 2008, p. 63.
54. 1 2 3 4 5 6 7 8 9 10  JackFlash, « TrackMania peut-il revenir sur le devant de la scène eSport ? », sur Jeuxvideo.com, 28 janvier 2016.
55. ↑  Laurent, « TMU : Gagnez en émotion », sur Factornews, 10 novembre 2006.
56. ↑  Nerces, « Trackmania United  en deux images », sur Jeuxvideo.fr, 23 août 2006.
57. ↑  (en) Martin Caie, « Trackmania United details », sur GamePlanet New Zealand, 2 décembre 2006.
58. ↑  (en) Daemon Hatfield, « TrackMania United Gets Release Date », sur IGN, 26 avril 2007.
59. ↑  Threanor, « TrackMania United : Le Coût de l'Union », Canard PC, no 138,‎ 29 novembre 2006, p. 19 (résumé).
60. 1 2  (en) Li C. Kuo, « TrackMania United », sur GameSpy, 26 juin 2007.
61. 1 2 3 4  superpanda, « Test Trackmania United sur PC », sur Jeuxvideo.com, 20 novembre 2006.
62. 1 2 3  (en) « TrackMania United », Edge, no 174,‎ avril 2007, p. 82.
63. 1 2  Threanor, « TrackMania United Forever », Canard PC, no 171,‎ 15 mai 2008, p. 19 (résumé).
64. 1 2  (en) Richard Cobbett, « PC Review: Trackmania United Forever », sur PC Gamer, 30 juin 2008.
65. ↑  Jean-marc, « Le test de Trackmania DS est sur la ligne de départ », sur Jeuxvideo.fr, 14 novembre 2008.
66. ↑  (en) Craig Harris, « TrackMania DS Review », sur IGN, 17 mars 2009.
67. ↑  (en) Craig Harris, « TrackMania Comes to DS », sur IGN, 14 février 2008.
68. 1 2  (en) Nate Ralph, « Review: Trackmania DS, a Racing Game That Plays Well With Others », sur Wired, 4 mars 2009.
69. ↑  (en) Blake, « TrackMania DS Preview », sur Game Revolution, 26 mars 2009.
70. 1 2 3 4 5 6 7  Tubick, « Test : TrackMania Turbo (DS) », sur Gamekult, 30 septembre 2010.
71. ↑  Tubick, « Test : TrackMania (Wii) », sur Gamekult, 24 septembre 2010.
72. ↑  Boulapoire, « TrackMania Wii : une salve d'images », sur Gamekult, 7 septembre 2010.
73. ↑  (en) Jack DeVries, « TrackMania: Build to Race Review », sur IGN, 5 mai 2011.
74. ↑  Florian Viel, « TrackMania Wii », sur JeuxActu, 9 juin 2010.
75. ↑  Tubick, « Test : TrackMania (Wii) », sur Gamekult, 24 septembre 2010.
76. ↑  Arnaud Papeguay, « TrackMania (Wii) », sur Micromania, 2010.
77. ↑  MaGiXieN, « Sortie(s) du jour (23/09/10) », sur GamerGen.com, 23 septembre 2010.
78. ↑  (en) GamesRadar US, « The games of April 2011 », sur GamesRadar+, 2 avril 2011.
79. 1 2 3  Jean-Marc, « Test Trackmania Turbo », sur Jeuxvideo.fr, 30 septembre 2010.
80. ↑  CBL, « TM 2 : sans arme, ni haine, ni license », sur Factornews, 14 septembre 2011.
81. ↑  Erwan Lafleuriel, « TrackMania 2 Stadium sur la piste de départ en vidéo », sur Gameblog, 20 juin 2013.
82. ↑  Joule, « Trackmania 2 joue son Valley », sur Factornews, 4 juillet 2013.
83. ↑  Maxime Chao, « TrackMania 2 Lagoon : un trailer qui va à 1000 à l'heure », sur JeuxActu, 23 mai 2017.
84. ↑  (en) Matt Porter, « TrackMania Turbo Release Date Revealed », sur IGN, 5 février 2016.
85. ↑  (en) Tom Phillips, « Trackmania Turbo finally has a release date », sur Eurogamer, 5 février 2016.
86. ↑  (en) Alice O'Connor, « Zim Zam Zoom: TrackMania Turbo Released », sur Rock, Paper, Shotgun, 24 mars 2016.
87. 1 2 3 4 5 6 7 8 9 10 11 12  Damien Greffet, « TrackMania Turbo : on y a joué et ça va grave swinguer ! », sur JeuxActu, 3 mars 2016.
88. 1 2  AoNoShiro, « E3 2016 - E3> Trackmania Turbo se précise », sur Gamekult, 16 juin 2015.
89. 1 2  Epyon, « E3 2015 : TrackMania Turbo démarre en trombe », sur Jeuxvideo.com, 16 juin 2015.
90. 1 2 3  Dracul, « Test - Trackmania Turbo VR : Ou quand Nadeo avait le jeu de course VR idéal mais décide de se tirer une balle dans le pied », sur ETR, 16 février 2017.
91. 1 2 3  Eric de Brocart, « Test - Trackmania Turbo : que vaut la partie « VR Experience » avec le PlayStation VR ? », sur GamerGen.com, 9 novembre 2016.
92. 1 2 3  Ackboo, « TrackMania Turbo SAV », sur Canard PC, 30 novembre 2016.
93. ↑  « Trackmania : Ubisoft annonce un nouvel épisode, et c'est un remake », sur JeuxActu (consulté le 3 mars 2020)
94. ↑  « Le retour de Trackmania aura finalement lieu le 1er juillet », sur Gamekult, 22 avril 2020.
95. ↑  « Bande-annonce Trackmania (2020) : Une nouvelle date de sortie pour le retour de la licence », sur Jeuxvideo.com (consulté le 1er mai 2020)
96. ↑  (en) Tom Bramwell, « TrackMania », sur Eurogamer, 19 novembre 2003.
97. ↑  (en) Andy McGregor, « TrackMania », sur PC Format, janvier 2004.
98. 1 2 3 4 5  Aurélien Jolly, « Test - TrackMania : des courses à bloc », sur Gamekult, 28 novembre 2003.
99. 1 2 3  Jihem, « Dossier : Reportage Nadeo - TrackMania », sur Jeuxvideo.com, 27 octobre 2003.
100. ↑  (en) Benjamin Nitschke, Professional XNA Programming : Building Games for Xbox 360 and Windows with XNA Game Studio 2.0, John Wiley & Sons, 2008, 571 p. (ISBN 978-0-470-26128-6, lire en ligne), p. 336.
101. ↑  « Chronique vidéo : Top 10 des meilleurs éditeurs de niveaux », sur Jeuxvideo.com, 28 février 2018.
102. 1 2 3 4 5 6 7 8  Hosteel, « TrackMania United : premier contact », sur Gamekult, 29 septembre 2006.
103. ↑  (en) IGN Staff, « Trackmania United Hands-on », sur IGN, 19 avril 2007.
104. 1 2  Rédaction, « MAJ - Trackmania United : loin d'une simple compilation », sur Jeuxvideo.com, 3 juillet 2006.
105. 1 2  (en) Nathan Davison, « TrackMania United PC Review », sur 3DAvenue.com, 6 décembre 2006.
106. 1 2  (en) Joshua Hyles, « TrackMania United », sur PC Gameworld, 22 mars 2007.
107. 1 2  Rivaol, « Test Trackmania sur Wii », sur Jeuxvideo.com, 27 septembre 2010.
108. 1 2  Nerces, « GC : TrackMania DS roule en 5 captures », sur Jeuxvideo.fr, 22 août 2008.
109. 1 2 3  Maxime Chao, « Test TrackMania Wii », sur JeuxActu, 30 septembre 2010.
110. 1 2 3 4 5  Rivaol, « Test Trackmania² : Canyon sur PC », sur Jeuxvideo.com, 16 septembre 2011.
111. ↑  karadoc66, « Trackmania 2: un trailer de lancement pour Lagoon », sur Zone Actu, 24 mai 2017.
112. 1 2 3 4  Rivaol, « Test Trackmania Turbo, la référence du jeu de courses online sur PS4 », sur Jeuxvideo.com, 22 mars 2016.
113. ↑  ExServ, « Test : Trackmania Turbo », sur Gamekult, 23 mars 2016.
114. ↑  (en) Matthew Kato, « Trackmania Turbo - The Endless Race - Xbox One », sur Game Informer, 1er avril 2016.
115. ↑  (en) Jason Ocampo, « TrackMania Sunrise Hands-On », sur GameSpot, 7 mars 2005.
116. 1 2 3 4 5 6 7  Cubbe, « Test TrackMania United sur PC », sur JeuxVideoPC.com, 29 novembre 2006.
117. 1 2 3 4  (en) « More Cars and Environments in TrackMania United Forever », sur GameZone, 21 mai 2008.
118. 1 2 3 4  (en) Martin Caie, « Trackmania United - Game environments », sur GamePlanet New Zealand, 6 janvier 2007.
119. ↑  (en) Mike Griffin, « Preview: TrackMania United », Play, vol. 6, no 3,‎ mars 2007, p. 76.
120. ↑  Rédaction, « TrackMania² Canyon en bêta cet été », sur Jeuxvideo.com, 26 avril 2011.
121. 1 2  Nerces, « Test de Trackmania 2: Canyon », sur Jeuxvideo.fr, 26 septembre 2011.
122. 1 2  (en) Christian Donlan, « TrackMania 2: Canyon », sur Eurogamer, 27 juillet 2011.
123. 1 2 3  Florian Viel, « Preview TrackMania 2 Canyon », sur JeuxActu, 27 avril 2011.
124. ↑  (en) Mike Schramm, « TrackMania 2 Canyon preview: The amazing race », sur Engadget, 30 mai 2011.
125. ↑  Hosteel, « TrackMania 2 : une première image », sur Gamekult, 8 avril 2011.
126. 1 2 3  Rupan, « Aperçu TrackMania² : Canyon sur PC », sur Jeuxvideo.com, 9 mai 2011.
127. 1 2  (en) « TrackMania 2: Canyon review », sur Edge, 19 septembre 2011.
128. 1 2 3  (de) Viktor Friesen, « TrackMania 2: Stadium - Spaßiges Arcade-Rennspiel mit Streckeneditor im Hands-On-Test », sur PC Games, 25 juin 2013.
129. 1 2  (de) Marco Salvaneschi, « TrackMania 2 Valley e Stadium: arcadium ad libitum », sur IGN, 10 juillet 2013.
130. 1 2 3 4  Cortez62, « Test Trackmania 2 : Stadium », sur JeuxVideoPC.com, 27 juin 2013.
131. ↑  (de) Heiko Klinge, « TrackMania 2 im Test - Rennspielwahnsinn hoch drei », sur GameStar, 16 juillet 2013.
132. ↑  Anagund, « Test : Trackmania² Stadium », sur Jeuxvideo.com, 28 juin 2018.
133. 1 2 3 4 5 6 7 8 9 10 11  Lespol, « Test Trackmania² : Valley sur PC », sur Jeuxvideo.com, 9 juillet 2013.
134. ↑  (en) Pete Davison, « TrackMania 2 Valley Review », sur US Gamer, 16 juillet 2016.
135. ↑  (de) « TrackMania 2: Valley im Test - Nur für eingefleischte Fans ein Muss », sur PC Games, 10 juillet 2013.
136. ↑  CBL, « Nouveau jeu : Trackmania 2 Lagoon », sur Factornews, 24 mai 2017.
137. ↑  (en) Chris Pereira, « Watch Trackmania Turbo's Intense New Gameplay Video », sur GameSpot, 11 juillet 2015.
138. 1 2  (no) Joachim Froholt, « ANMELDELSE: TrackMania 2 Lagoon », sur Gamer.no, 2 juin 2017.
139. ↑  (en) Jason Bohn, « Trackmania²: Lagoon is a Thing That's Coming This Month », sur Hardcore Gamer, 9 mai 2017.
140. 1 2  (de) Benjamin Jakobs, « Release-Termin von Trackmania 2: Lagoon bestätigt », sur Eurogamer, 10 mai 2017.
141. 1 2 3  (it) Claudio Todeschini, « Trackmania 2 Lagoon Recensione PC », sur The Games Machine, 2017.
142. 1 2 3  Fabien Pellegrini, « Test TrackMania² Lagoon : un épisode qui échoue aux portes du paradis ? », sur JeuxActu, 6 juin 2017.
143. 1 2 3 4 5 6 7 8  Panthaa, « Gamescom : TrackMania Turbo fait le plein d'infos et d'images », sur Jeuxvideo.com, 5 août 2015.
144. 1 2 3 4  « Preview de TrackMania : Turbo », sur JeuxVideo-Live, 29 février 2016.
145. ↑  Isatis, « Preview : Trackmania Turbo », sur Level 1, 19 mars 2016.
146. 1 2  (de) horsten Küchler, « Trackmania Turbo im Test - Erlaubt ist, was Fahrspaß macht », sur GameStar, 21 mars 2016.
147. 1 2 3 4 5 6  Silent_Jay, « PGW : Trackmania Turbo - Tour de pistes chaloupées », sur Jeuxvideo.com, 31 octobre 2015.
148. 1 2 3 4  (en) Luke Reilly, « Trackmania Turbo Review », sur IGN, 24 mars 2016.
149. 1 2 3 4 5 6 7 8 9 10  Panthaa, « Aperçu du Trackmania Turbo : Plus fun, plus complet et plus vif ! », sur Jeuxvideo.com, 29 mars 2016.
150. 1 2  Alexizaki, « Preview Trackmania Turbo sur PS4 – Impressions et vidéo », sur JVFrance, 1er mars 2016.
151. ↑  _Yaga_, « TrackMania Turbo annoncé pour le 24 mars », sur Jeuxvideo.com, 5 février 2016.
152. ↑  (en) James Cunningham, « Review: Trackmania Turbo », sur Hardcore Gamer, 21 mars 2016.
153. ↑  (en) Matt Buchholtz, « TrackMania Turbo review », sur Electronic Gaming Monthly, 23 mars 2016.
154. 1 2  Rami Bououd, « Trackmania Turbo : Nos impressions au plus près de l'asphalte », sur Gameblog, 2 mars 2016.
155. ↑  (en) David Jenkins, « Game review: TrackMania Turbo is a great value split screen racer », sur Metro, 24 mars 2016.
156. ↑  (en) IGN Staff, « TrackMania DS AU Review », sur IGN, 20 novembre 2008.
157. 1 2 3  (en) Chris Buffa, « Hands-On: Trackmania Sunrise », sur Game Daily, 8 avril 2005.
158. ↑  (en) Russ Clow, « TrackMania Sunrise preview », sur PC Gameworld, 14 février 2005.
159. 1 2  (en) Scott Osborne, « TrackMania Review », sur GameSpy, 13 juillet 2004.
160. ↑  (en) « TrackMania Sunrise », GamesTM, no 31,‎ mai 2005, p. 94-95.
161. ↑  (en) Ed Dawson, « TrackMania Sunrise », PC PowerPlay, no 113,‎ juin 2005, p. 66-67.
162. ↑  (en) jkdmedia, « TrackMania Sunrise - PC - Review », sur GameZone, 4 mai 2012.
163. 1 2 3  Hosteel, « Test - TM Sunrise : un cocktail enivrant ? », sur Gamekult, 7 avril 2005.
164. 1 2  (en) Tom Bramwell, « TrackMania Sunrise », sur Eurogamer, 6 avril 2005.
165. ↑  « TrackMania Original sur PC », sur Jeuxvideo.com (consulté le 25 février 2020)
166. ↑  (en) [vidéo] Roman 199, « Trackmania Original Gameplay », sur YouTube
167. ↑  « TrackMania Sunrise : Extreme sur PC », sur Jeuxvideo.com (consulté le 25 février 2020)
168. ↑  (en) « TrackMania United Forever races into retail today », sur GameZone, 21 mai 2008.
169. ↑  (en) Roger Hargreaves, « TrackMania² Canyon review – stunt car racing », sur Metro, 22 septembre 2011.
170. ↑  (en) Liam Martin, « Trackmania 2 Canyon Platform DLC adds new game mode and courses », sur Digital Spy, 25 juillet 2012.
171. ↑  ChewbieFR, « TrackMania² : Lagoon paraîtra sur PC le 23 mai 2017 », sur Jeuxvideo.com, 9 mai 2017.
172. ↑  Jarod, « Trackmania² Lagoon arrive le 23 mai », sur Gamekult, 10 mai 2017.
173. ↑  (de) Michael Bonke, « Trackmania 2: Tropische Lagoon-Erweiterung & Demo erschienen », sur PC Games (en), 24 mai 2017.
174. ↑  (en) Phil Iwaniuk, « Trackmania Turbo has secret multiplayer modes unlocked with Konami codes, and I’ve played them », sur PCGamesN, 29 février 2016.
175. ↑  (en) Alice O'Connor, « Trackmania Turbo’s Upside-Down Roads & One-Car Co-op », sur Rock, Paper, Shotgun, 10 juillet 2015.
176. 1 2  CBL, « Trackmania Turbo : le multi en action », sur Factornews, 5 février 2016.
177. 1 2  Jarod, « Trackmania Turbo : les possibilités multijoueur », sur Gamekult, 11 mars 2016.
178. ↑  (en) « The future of Nadeo: creators of Trackmania, Shootmania and Questmania », sur PC Gamer, 27 mai 2011.
179. 1 2 3  (es) Sam Gibson, « TrackMania Sunrise », sur Ferrago, 2005.
180. ↑  (en) Nathan Cocks, « 2005 Games to Watch: TrackMania Sunrise », PC PowerPlay, no 111,‎ avril 2005, p. 56.
181. ↑  Lord Chocolat Noir, « Y'a bon TrackMania!* », Canard PC, no 59,‎ 2 mars 2005, p. 16-17.
182. ↑  Lord Casque Noir, « Test de TrackMania Sunrise », Canard PC, no 62,‎ 23 mars 2005, p. 16-19.
183. ↑  (en) « Downloads on the Download », Hardcore Gamer, vol. 2, no 10,‎ avril 2007, p. 62.
184. ↑  CBL, « Trackmania 3-D », sur Factornews, 22 février 2008.
185. ↑  CBL, « Un magazine Trackmania », sur Factornews, 11 avril 2008.
186. ↑  Joule, « Trackmania : le magazine dispo », sur Factornews, 28 mai 2008.
187. ↑  ToLy, « Test TrackMania Nations sur PC », sur Jeuxvideo.com, 7 octobre 2010.
188. ↑  (en) « TrackMania United (Preview) », Edge, no 172,‎ février 2007, p. 37.
189. ↑  (en) Darren Wells, « TrackMania United Forever », PC PowerPlay, no 133,‎ mai 2007, p. 41.
190. ↑  (en) Cam Shea, « TrackMania United AU Review », sur IGN, 7 février 2007.
191. ↑  Hosteel, « Trackmania United : nouvelles images », sur Gamekult, 10 octobre 2006.
192. ↑  Niko, « E3 : Conférence Ubisoft : les absents », sur Factornews, 15 juin 2010.
193. ↑  Julien Hubert, « Nadéo nous présente ManiaPlanet et Trackmania 2 », sur Gameblog, 26 avril 2011.
194. ↑  Nourdine Nini, « TrackMania 2 Lagoon se montre en vidéo et images, Maniaplanet se met à jour », sur Gameblog, 10 mai 2017.
195. ↑  (en) Andy Chalk, « Trackmania Turbo shows off its moves in new gameplay trailer », sur PC Gamer, 10 juillet 2015.
196. ↑  (en) « TrackMania », sur GameRankings, novembre 2018.
197. ↑  (en) « TrackMania », sur Metacritic, novembre 2018.
198. ↑  (en) « TrackMania Sunrise », sur GameRankings, novembre 2018.
199. ↑  (en) « TrackMania Sunrise », sur Metacritic, novembre 2018.
200. ↑  (en) « TrackMania United », sur GameRankings, novembre 2018.
201. ↑  (en) « TrackMania United », sur Metacritic, novembre 2018.
202. ↑  (en) « TrackMania United Forever », sur GameRankings, novembre 2018.
203. ↑  (en) « TrackMania United Forever », sur Metacritic, novembre 2018.
204. ↑  (en) « TrackMania Nations Forever », sur GameRankings, novembre 2018.
205. ↑  (en) « TrackMania Nations Forever », sur Metacritic, novembre 2018.
206. ↑  (en) « TrackMania DS », sur GameRankings, novembre 2018.
207. ↑  (en) « TrackMania DS », sur Metacritic, novembre 2018.
208. ↑  (en) « TrackMania: Build to Race », sur GameRankings, novembre 2018.
209. ↑  (en) « TrackMania: Build to Race », sur Metacritic, novembre 2018.
210. ↑  (en) « TrackMania Turbo », sur GameRankings, novembre 2018.
211. ↑  (en) « TrackMania Turbo », sur Metacritic, novembre 2018.
212. ↑  (en) « TrackMania 2 Canyon », sur GameRankings, novembre 2018.
213. ↑  (en) « TrackMania 2 Canyon », sur Metacritic, novembre 2018.
214. ↑  (en) « TrackMania 2 Stadium », sur GameRankings, novembre 2018.
215. ↑  (en) « TrackMania 2 Stadium », sur Metacritic, novembre 2018.
216. ↑  (en) « TrackMania 2 Valley », sur GameRankings, novembre 2018.
217. ↑  (en) « TrackMania 2 Valley », sur Metacritic, novembre 2018.
218. ↑  (en) « Trackmania Turbo », sur GameRankings, novembre 2018.
219. ↑  (en) « Trackmania Turbo », sur Metacritic, novembre 2018.
220. ↑  (en) « TrackMania 2 Lagoon », sur GameRankings, novembre 2018.
221. ↑  (en) « TrackMania 2 Lagoon », sur Metacritic, novembre 2018.
222. ↑  (en) « The Making of TrackMania », Edge, no 214,‎ mai 2010, p. 110 (lire en ligne).
223. ↑  (en) « TrackMania », Edge, no 133,‎ février 2004, p. 110 (lire en ligne).
224. ↑  Joule, « Test - Trackmania Nations ESWC », sur Factornews, 27 janvier 2006.
225. ↑  (en) Metalbolt, « Downloads of the Download », Hardcore Gamer, vol. 2, no 10,‎ avril 2007, p. 62 (lire en ligne).
226. ↑  (en) Martin Robinson, « How Nadeo plans to make ShootMania the number one eSports FPS », sur Eurogamer, 1er novembre 2012.
227. ↑  (en) Gord Goble, « Trackmania United Review », sur IGN, 18 juillet 2007.
228. ↑  (en) Brett Todd, « TrackMania United Review », sur GameSpot, 26 juin 2007.
229. ↑  CptObvious, « Test Trackmania DS sur DS », sur Jeuxvideo.com, 14 novembre 2008.
230. ↑  (en) Tom Bramwell, « TrackMania DS », sur Eurogamer, 26 novembre 2008.
231. ↑  (en) Jon Blyth, « TrackMania Turbo review », sur Official Nintendo Magazine, 26 septembre 2010.
232. ↑  (en) Charles Onyett, « Trackmania 2: Canyon Review », sur IGN, 26 septembre 2011.
233. ↑  (de) Benjamin Jakobs, « TrackMania 2: Stadium, TrackMania 2: Valley - Test », sur Eurogamer, 5 juillet 2013.
234. ↑  (en) Ashton Raze, « TrackMania 2: Canyon Review », sur GameSpot, 21 septembre 2011.
235. ↑  (en) Mike Splechta, « Review: Trackmania 2 Stadium is the return of a fan favorite », sur GameZone, 2 août 2013.
236. ↑  (de) Benjamin Schmädig, « Trackmania Turbo - Test », sur 4Players, 9 novembre 2016.
237. ↑  (en) Cale Hunt, « Trackmania Turbo VR review: it's you against the track », sur VRHeads, 12 janvier 2017.
238. ↑  (en) Jordan Devore, « Surprisingly, TrackMania Turbo's VR mode didn't make me feel ill », sur Destructoid, 8 novembre 2016.
239. ↑  « Pascal Herold », sur Première.
240. ↑  Rédaction, « 95ème - TrackMania / PC (2003) », sur Jeuxvideo.com, 4 mars 2011.
241. ↑  « Chronique vidéo Chronique : Top 10 des meilleurs éditeurs de niveaux », sur Jeuxvideo.com, 28 février 2018.
242. ↑  (en) « Top 100 », PC PowerPlay, no 114,‎ juillet 2005, p. 62.
243. ↑  La rédaction, « Les meilleurs jeux de l'année », sur 01net, 1er décembre 2005.
244. 1 2  (en) IGN Staff, « TrackMania Breaks a World Record », sur IGN, 2 juillet 2008.
245. ↑  Junio, « Trackmania dans le Guinness », sur Team-aAa, 25 décembre 2007.
246. ↑  (en) Guinness World Records, Guinness World Records Gamer's Edition 2008, États-Unis, Guinness World Records, février 2008, 256 p. (ISBN 978-1-904994-21-3), p. 148-149.
247. ↑  (it) « Trackmania Nations Forever Nel Guinness di Primati », The Games Machine, no 238,‎ septembre 2008, p. 17.
248. ↑  (en) « The Best Free-to-Play PC Games », PC Magazine,‎ juillet 2015, p. 178.
249. ↑  (en) Daniel Griliopoulos, « The 20 Best Free Games », Maximum PC,‎ décembre 2015, p. 51.
250. ↑  (en) « The 20 Best Free Games », Windows: Help & Advice,‎ décembre 2015, p. 69.
251. ↑  (en) « Game of the Year Awards 2007 », sur Shacknews, janvier 2008.
252. ↑  (en) « Year in Review: Best of PC », Play, no 74,‎ février 2008, p. 67.
253. ↑  (en) GamesRadar+ US, « Your most wanted PC games », sur GamesRadar+, 1er février 2007.
254. ↑  (en) « The 101 best PC games ever, part two », sur PC Zone, 15 mai 2007.
255. ↑  (en) « Top 100 PC PowerPlay », PC PowerPlay, no 135,‎ juillet 2007, p. 40-49.
256. ↑  (en) « PC Gamer's Top 100: 100-51 », sur PC Gamer, 7 août 2007.
257. ↑  Leulier, « Edge meilleur jeu mobile 2008 », sur Pocket Gamer, 27 septembre 2008.
258. ↑  (en) « PC Gamer's Top 100, part 3 », sur PC Gamer, 3 août 2008.
259. ↑  (en) Mark Bozon, « Pocket Hotness: The Top DS TItles of Q1 - Page 3 », sur IGN, 17 décembre 2008.
260. ↑  La rédaction, « Les jeux de 2011 à retenir sur PC », sur Gamekult, 25 novembre 2011.
261. ↑  (en) Charles Onyett, « Top 10 Most Anticipated PC Games of 2013 », sur IGN, 4 janvier 2013.
262. ↑  (en) « The best PC games of 2013 », sur PC Gamer, 1er janvier 2013.
263. 1 2  (en) David Wildgoose, « TrackMania », PC PowerPlay, no 99,‎ mai 2004, p. 73.
264. 1 2  (en) Kieron Gillen, « The Making of: Trackmania », sur Rock, Paper, Shotgun, 17 avril 2008.
265. ↑  (en) Alex Navarro, « TrackMania Review », sur GameSpot, 2 juillet 2004.
266. ↑  (es) « ¿Cómo va el PC? », Edge, no 11,‎ mars 2007, p. 71.
267. ↑  (en) Christopher W. Totten, Level Design : Processes and Experiences, CRC Press, 2017, 408 p. (ISBN 978-1-315-31340-5, lire en ligne), p. 133.
268. ↑  (en) Nick Kolan, « 10 Wonders of the Gaming World », sur IGN, 10 décembre 2008.
269. 1 2  « TrackMania, la série », Joystick, no 202,‎ janvier 2008, p. 81-83.
270. ↑  (pl) « WCG 2009 - Pio_ nadzieją polskiej piłki, CS-owcy niszczą i... "taktycznie przegrywają"? [UPDATE] Szwedzi dominują Trackmanię », sur CD-Action, 13 novembre 2009.
271. ↑  (en) « ESL at the MCM Expo », sur GamesIndustry.biz, 11 juin 2010.
272. ↑  Rédaction, « ESWC 2012 : La Coupe du Monde des Jeux Vidéo en direct sur jeuxvideo.com ! », sur Jeuxvideo.com, 35 septembre 2012.
273. ↑  [87], « ESWC 2013 : Le Canada champion sur Trackmania² Stadium », sur Jeuxvideo.com, 1er novembre 2013.
274. ↑  Kere, « ESWC : Le Français YoYo confirme sur Trackmania », sur Jeuxvideo.com, 2 novembre 2014.
275. ↑  Hisoris, « Une World Cup made in Trackmania », sur Team-aAa, 27 octobre 2018.
276. ↑  Paul Arrivé, « Esport : les qualifications pour la phase finale de la ZeratoR Trackmania Cup ont rendu leur verdict », sur L'Équipe, 9 juin 2018.